# Geschichte liberaler Parteien
Die Geschichte liberaler Parteien beginnt im weitesten Sinne mit den Publikationen und Handlungen liberal denkender Philosophen, Schriftsteller und Staatsmänner etwa im 18. Jahrhundert. Dabei ist es nicht immer einfach, gemäßigte Konservative von frühen Liberalen abzugrenzen, zum Beispiel im Falle von Montesquieu in Frankreich, Hardenberg in Preußen und Hogendorp in den Niederlanden.
Der frühe Liberalismus war wie der Konservativismus eine Angelegenheit der Oberschicht. So wie die Konservativen die gottgewollten Standesunterschiede zwischen den Menschen betonten und alte Privilegien aufrechterhalten wollten, so gingen die Liberalen davon aus, dass Bildung und Besitz natürliche Unterschiede ausmachten und im Staatsaufbau berücksichtigt werden müssten. Darum waren die Liberalen, teilweise bis ins 20. Jahrhundert, keine Demokraten und lehnten das allgemeine Wahlrecht ab. Die zeitweise Stärke der Liberalen bei Wahlen (in Deutschland vor allem in den 1860er- und 1870er-Jahren) rührte zum Teil von den Bestimmungen im Wahlrecht und Wahlsystem her, das Besitzende bevorzugte.
In Großbritannien und den USA hatten Liberale bereits früh einen großen Einfluss, während auf dem europäischen Festland erst das 19. Jahrhundert zum Jahrhundert der Liberalen wurde. Die Französische Revolution von 1789 setzte die politische Landschaft in ganz Europa in Bewegung, und auch die späteren Revolutionen (1830, 1848) hatten diesen Einfluss. Die Liberalen sahen sich in der Regel allerdings nicht als Revolutionäre, sondern als Reformer. Sie traten für Gewerbefreiheit, niedrige Steuern, Freihandel sowie für den Rechtsstaat ein. So standen sie oft zwischen der revolutionären, demokratischen Linken einerseits und den Konservativen, die traditionell an der Macht waren, andererseits. Jedoch kam es in vielen Ländern auch zu einer Spaltung des politischen Liberalismus in eine rechte, die traditionellen Regierungen unterstützende Richtung, und eine linke, oftmals oppositionelle.
Um 1900 und vor allem nach 1918 nahm die Stärke der liberalen Parteien in den Parlamenten erheblich ab. Das lag an der Einführung des allgemeinen Wahlrechts, aber auch an Veränderungen in anderen Parteien: die Konservativen und Sozialisten öffneten sich langsam zur politischen Mitte hin und zogen rechte bzw. linke Liberale an. Dennoch blieben die Liberalen in vielen Ländern gängige Regierungsparteien, die sich als Korrektiv einer ansonsten rechten oder (seltener) linken Regierung sahen.

## Deutschland

### Erste Hälfte des 19. Jahrhunderts bis nach der Märzrevolution 1848/49

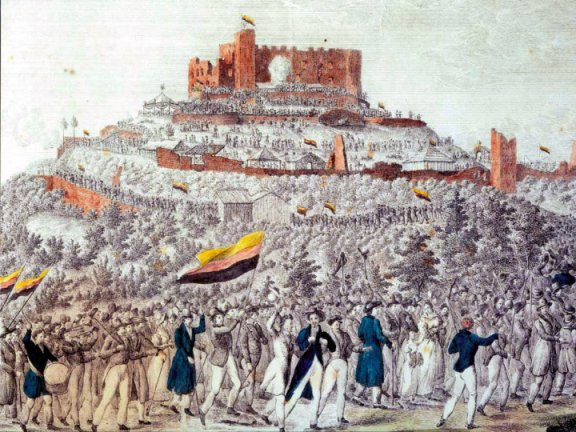
Hambacher Fest (1832), ein Höhepunkt frühliberaler Bestrebungen im Deutschen Bund

Erste Höhepunkte des politischen Liberalismus in den deutschen Staaten nach der Aufklärung, die mit Immanuel Kant im 18. Jahrhundert einen bedeutenden philosophischen Vertreter im damals preußischen Königsberg hatte, fallen in die Zeit des Vormärz zwischen 1815 und 1848. Diese Phase der deutschen Geschichte war stark geprägt von der Kultur der Romantik und den Philosophien des Deutschen Idealismus (vgl. Fichte, Hegel, Schelling).
In der Zeit des Vormärz verband sich der Liberalismus mit den Ideen einer nationalstaatlichen Einheit der deutschen Staaten. Bedeutende Ereignisse waren zum Beispiel das Wartburgfest 1817, das Hambacher Fest 1832 und die Revolution von 1848. Die entsprechenden vorrevolutionären liberalen Bewegungen bekämpften die wieder am Absolutismus ausgerichteten Fürstentümer während der nachnapoleonischen Ära und später der dem Wiener Kongress (1814/15) bis 1848 folgenden Restauration. Sie forderten Verfassungen und demokratische Rechte für das Volk. Zugleich traten sie für die Einigung der Staaten des Deutschen Bundes in einem gesamtdeutschen Nationalstaat ein.
Während der durch die Märzrevolution entstandenen Nationalversammlung in der Frankfurter Paulskirche 1848/1849 stellten die bürgerlich-liberalen Fraktionen Casino und Württemberger Hof (Heinrich von Gagern), die sogenannten „Halben“, die Mehrheit. Sie traten für eine konstitutionelle Monarchie, Volkssouveränität und parlamentarische Rechte ein. Die Minderheit der „Ganzen“, der ebenfalls dem Liberalismus, teilweise auch dem Frühsozialismus zugeordneten Radikaldemokraten, unter ihnen beispielsweise Robert Blum, forderte eine deutsche Republik. Am 6. Juni 1861 gegründete sich mit der liberalen Deutschen Fortschrittspartei die erste (deutsche) Programmpartei moderner Prägung im preußischen Berlin.

### Reichsgründungszeit und Kaiserreich bis 1918

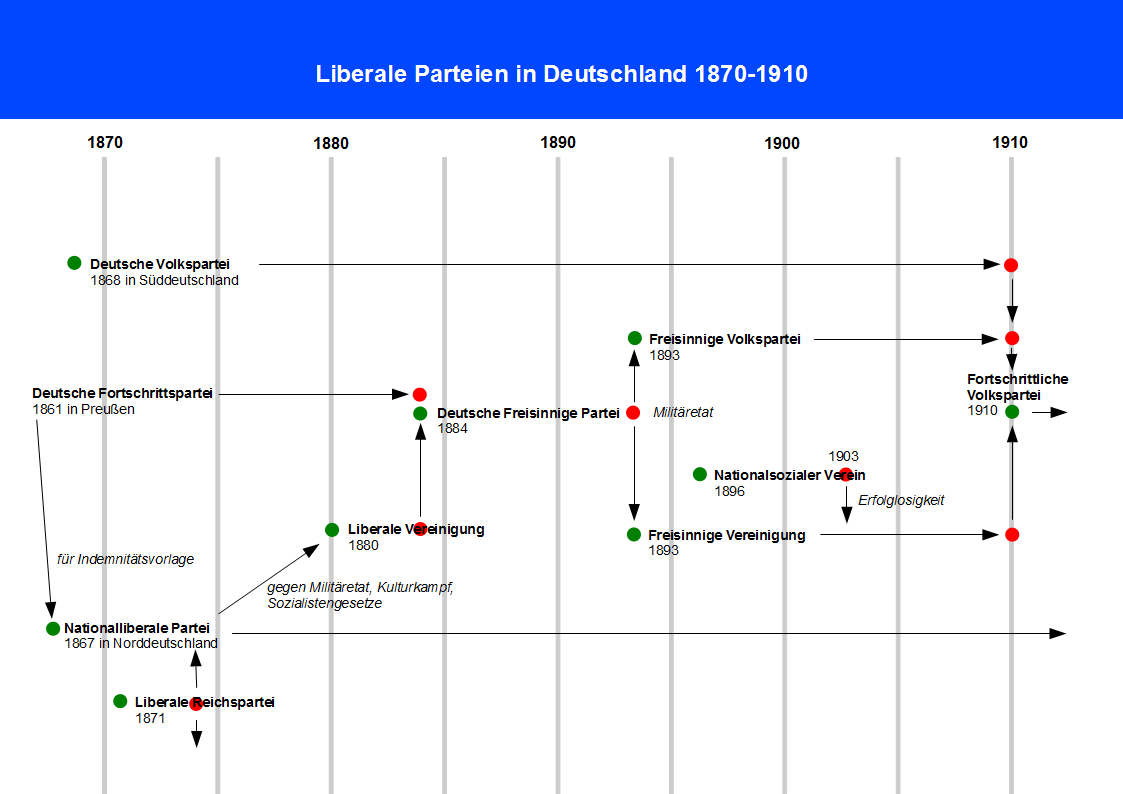
Schaubild zu den liberalen Parteien in Deutschland 1870–1910

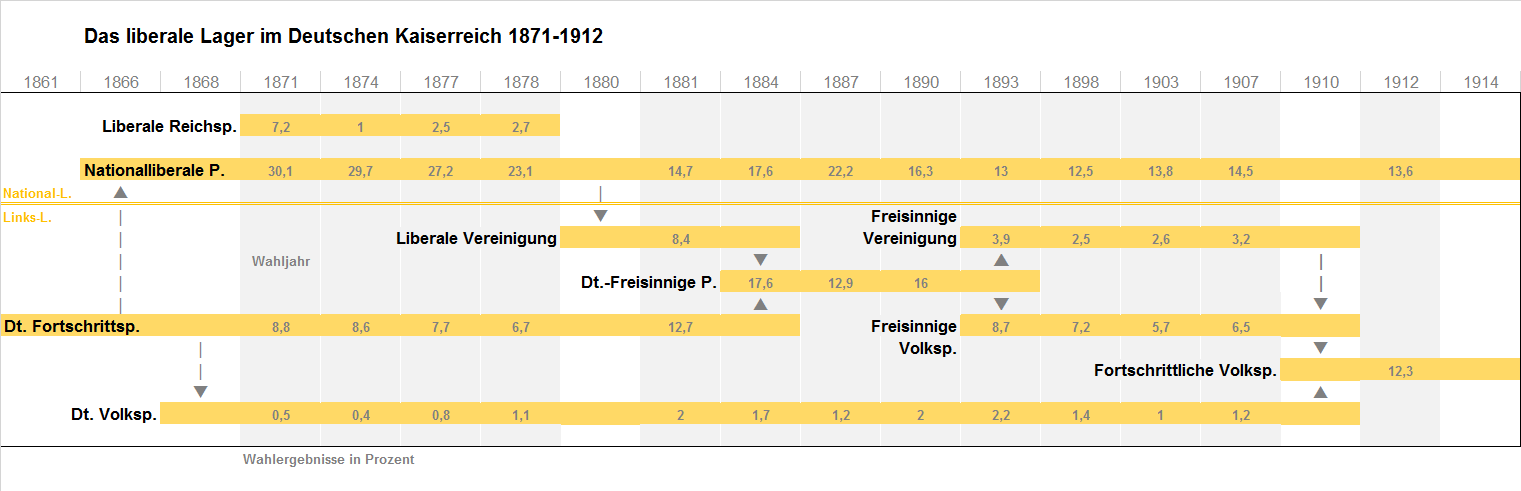
Wahlergebnisse liberaler Parteien im Deutschen Kaiserreich 1871–1912

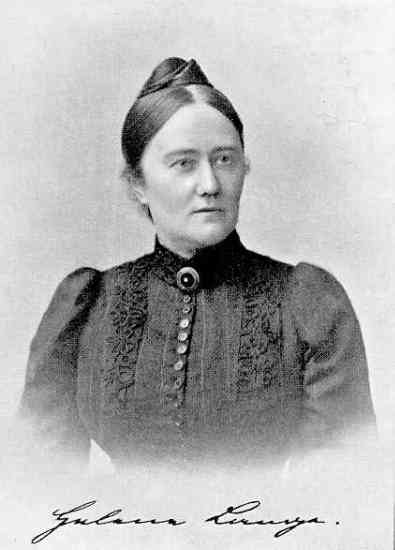
Helene Lange

Die Deutsche Fortschrittspartei (DFP), die sich im Juni 1861 gründete, war die erste politische Partei Deutschlands im heutigen Sinn, mit einem Parteiprogramm, in dem fest umrissene politische Ziele formuliert wurden. Dazu zählte neben der nationalstaatlichen Einigung der im Deutschen Bund nur locker miteinander verbundenen deutschen Einzelstaaten unter der Führung Preußens vor allem die konsequente Verwirklichung rechtsstaatlicher Prinzipien. Infolge des preußischen Verfassungskonflikts der 1860er Jahre kam es dann zwischen 1866 und 1868 – also noch vor der Gründung des Deutschen Kaiserreichs – zur Spaltung des parteipolitisch organisierten Liberalismus. Vom rechten Flügel der Fortschrittspartei spaltete sich 1867 die Nationalliberale Partei (NLP) ab. Sie unterstützte die Politik Bismarcks und favorisierte im Prozess der Reichseinigung eine kleindeutsche Lösung, das heißt den Zusammenschluss der deutschen Einzelstaaten ohne die Einbeziehung Österreichs. Die NLP näherte sich den Konservativen und stellte lange Zeit die stärkste Fraktion im Reichstag des Kaiserreichs.

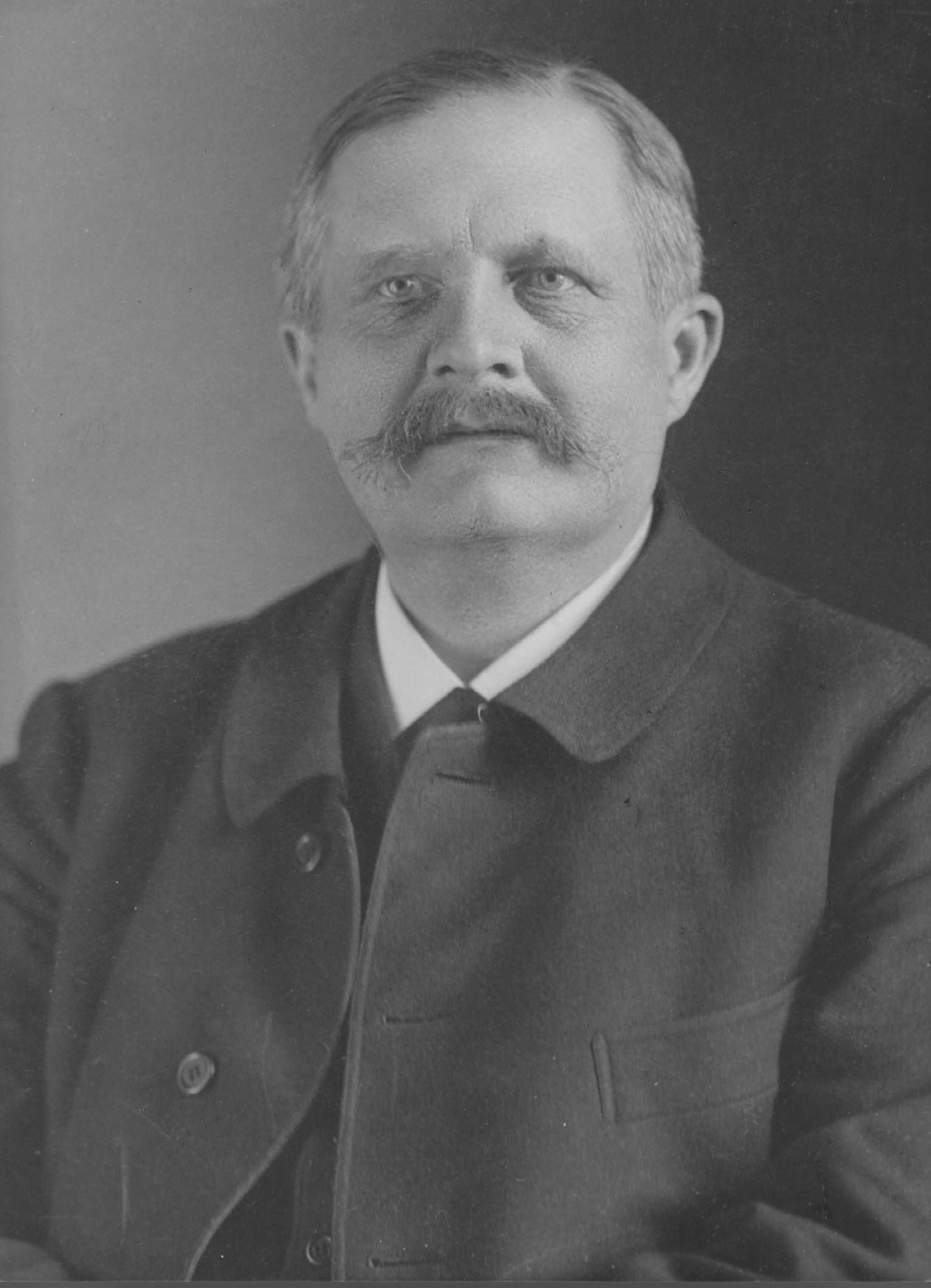
Friedrich Naumann, ein Begründer des Sozialliberalismus

Die verbleibende Fortschrittspartei fusionierte 1884 mit der Liberalen Vereinigung (LVg), dem ehemals „linkeren“ Flügel der NLP, der sich infolge der Unterstützung der „rechteren“ Parteiführung für die Schutzzollpolitik Bismarcks 1880 abgespaltet hatte, zur Deutschen Freisinnigen Partei (DFrP). Unter dem Parteiführer Eugen Richter trat die DFrP für die uneingeschränkte Umsetzung demokratischer Freiheitsrechte ein und sprach sich für eine strikte Trennung von Staat und Kirche aus. Daneben forderte sie unter anderem die Abschaffung der Bismarck’schen Schutzzollpolitik und lehnte die von ihm vorgeschlagenen Sozialgesetze vehement ab. Die beiden Parteiflügel – ehemalige Fortschrittler und Sezessionisten – fanden jedoch nie richtig zueinander, so dass sich die DFrP 1893 in die „linkere“ Freisinnige Volkspartei (FrVP) und die „rechtere“ Freisinnige Vereinigung (FrVg) aufspaltete. Letztere nahm 1903 den Nationalsozialen Verein (NsV) auf, der 1896 von Friedrich Naumann gegründet worden war. Aufgrund der Teilhaberschaft am Bülow-Block verließ eine kleine Gruppe um Theodor Barth die FrVg und gründete 1908 die Demokratische Vereinigung (DVg). Als linksliberale Sammelbewegung ging 1910 aus einem Zusammenschluss der FrVP, der FrVg und der vor allem in Süddeutschland agierenden Deutschen Volkspartei (DtVP) schließlich die Fortschrittliche Volkspartei (FVP) hervor.
Mit dem Erstarken der Arbeiterbewegung mussten die Liberalen nach und nach ihren Einfluss als prägende politische Kraft mit den Sozialdemokraten teilen und – bezogen auf das Wählerpotenzial – bis Anfang des 20. Jahrhunderts sogar an sie abgeben. Die Reichsregierung wurde im Kaiserreich jedoch vom Kaiser bestimmt und ging nicht aus der Mitte des Parlaments hervor. Die Liberalen mussten also keine Regierung bilden, wozu sie sowieso nur schwerlich eine Mehrheit gesehen hätten: die Sozialdemokraten wurden damals als nicht regierungsfähig angesehen, und auch die Katholiken waren vielen Liberalen suspekt.
Im späten Kaiserreich setzten sich die Liberalen – angespornt insbesondere durch Friedrich Naumann – für die Ziele der Frauenbewegung ein. Führende Frauen der bürgerlichen Frauenbewegung wie Helene Lange, Maria Lischnewska oder Gertrud Bäumer engagierten sich in politischen Parteien und versuchten von dort aus, die Rechte der Frauen zu verstärken.

### Weimarer Republik und die Zeit des Nationalsozialismus: 1918 bis 1945
In der Gründungsphase der Weimarer Republik nach der Novemberrevolution nahmen die Liberalen neben der Sozialdemokratie und dem politischen Katholizismus (Zentrumspartei) wieder eine wichtige Rolle im parlamentarischen Parteienspektrum ein. Aus den links- und nationalliberalen Vorgängerorganisationen der Kaiserzeit gingen erneut zwei Parteien hervor: Die Deutsche Demokratische Partei (DDP) und die Deutsche Volkspartei (DVP). Letztere stand trotz ihres gleichen Namens in keinem inhaltlichen Zusammenhang mit der DtVP des Kaiserreichs.
Die linksliberale DDP war zusammen mit der SPD und dem Zentrum an der sogenannten Weimarer Koalition, aus deren Mitte zwischen Februar 1919 und November 1922 vier der ersten fünf Reichsregierungen hervorgingen, beteiligt. Obwohl die DDP seit 1920 von Wahl zu Wahl stetig Stimmenverluste hinnehmen musste, wirkte sie bis Mai 1932 auch an allen übrigen Regierungen mit. Die nationalliberale DVP, die im Verlauf der Weimarer Republik ähnlich an Wählerzuspruch verlor, war seit Juni 1920, als sie erstmals in die Regierung eintrat, bis Mai 1932 an elf der insgesamt zwölf Regierungen beteiligt.

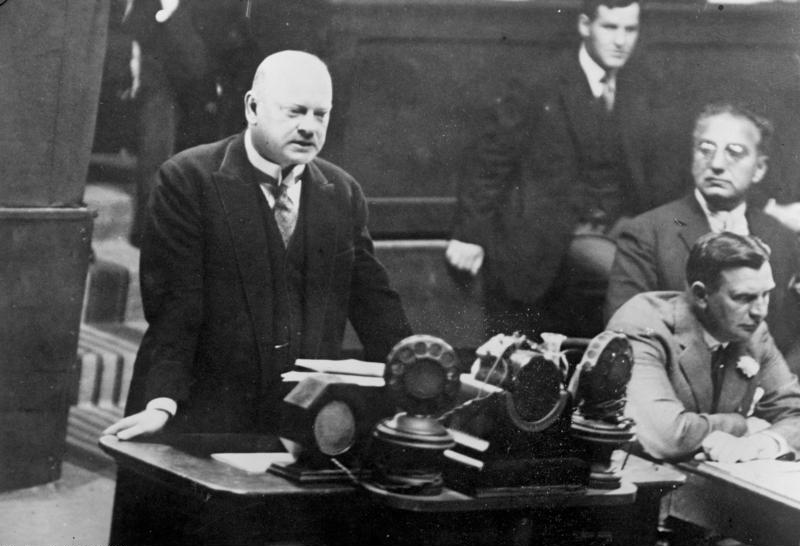
Reichsaußenminister Gustav Stresemann (DVP) bei der Aufnahme Deutschlands in den Völkerbund, 1926

Während die DDP eine eher sozialliberale Politik vertrat und die Republik von Anfang an unterstützte, gab es in der DVP, die zu ihrem größten Teil aus der die Monarchie stützenden Nationalliberalen Partei (NLP) hervorgegangen war, eine starke republikfeindliche Strömung. Der kleine „linke“ Flügel der NLP war 1918 zur DDP übergetreten, während sich der „rechtsnationalistisch“-völkische Flügel der Deutschnationalen Volkspartei (DNVP) anschloss.
Die DVP beteiligte sich 1920 erstmals und dann von 1922 bis 1932 durchgängig an der Reichsregierung. Mit Gustav Stresemann stellte sie 1923 für wenige Monate in einer Großen Koalition – aus SPD, Zentrum, DDP und DVP – den Reichskanzler und dann mit diesem und seinem Nachfolger Julius Curtius über viele Jahre den Außenminister. Stresemann stand nach eigener Aussage aus Vernunftgründen hinter der Republik und versöhnte die Partei mit der republikanischen Staatsform, hatte jedoch bedeutenden innerparteiliche Widersacher, u. a. im Großindustriellen Hugo Stinnes. Nach Stresemanns Tod (1929) orientierte die DVP sich immer stärker nach rechts und gehörte schließlich auch zu denjenigen, die das parlamentarische System zugunsten einer autoritäreren Lösung ändern wollten.
Die DDP vereinigte sich 1930 nach heftigen innerparteilichen Auseinandersetzungen mit der aus der bündischen Tradition kommenden Volksnationalen Reichsvereinigung und benannte sich in Deutsche Staatspartei (DStP) um. Die teilweise antisemitische und nationalistische, andererseits aber auch für die Aussöhnung mit Frankreich stehende Gruppe der Volksnationalen fügte der Partei allerdings einen Ansehensschaden bei ihren Stammwählern zu, ohne neue Wählerschichten zu erschließen. Ein Großteil des linken Flügels verließ die Partei, darunter auch der Pazifist und Friedensnobelpreisträger von 1927, Ludwig Quidde, und gründete die kurzlebige Radikaldemokratische Partei (RDP), die jedoch bis zum Untergang der Republik eine außerparlamentarische Splittergruppe blieb.
Nach 1930 wurden beide Parteien bei den Reichstagswahlen aufgerieben und erreichten bei der Reichstagswahl im März 1933 zusammen nur noch zwei Prozent der Stimmen und sieben von 647 Sitzen.
In der Zeit des Nationalsozialismus wurden liberale Parteien verboten, sofern sie sich nicht selbst auflösten. Viele Liberale wurden politisch verfolgt oder sahen sich zur Emigration gezwungen. Bis in die Gegenwart gelten Persönlichkeiten aus der Weimarer Zeit, wie unter anderem Friedrich Naumann, Max Weber, Walther Rathenau, Gustav Stresemann, Hugo Preuß, Reinhold Maier, Theodor Heuss, Ludwig Quidde als Protagonisten des politischen Liberalismus.

### Westliche Besatzungszonen, Saarland und Bundesrepublik: 1945 bis 1990

#### Von der Gründung bis 1969

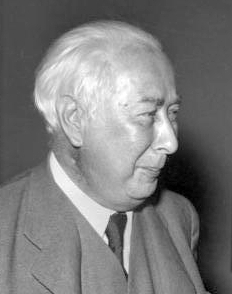
Bundespräsident Theodor Heuss 1953, Mitgründer der FDP

Nach dem Zweiten Weltkrieg versammelten sich frühere Links- wie Nationalliberale in Parteien auf Landes- oder regionaler Ebene, die zumeist Namensbestandteile wie Demokratische, Liberal-Demokratische, Freie Demokratische oder Demokratische Volkspartei hatten. Nach dem Scheitern der alle vier Besatzungszonen umfassenden Demokratischen Partei Deutschlands (DPD) schlossen sich die liberalen Gruppen der drei westlichen Zonen im Dezember 1948 zur Freien Demokratischen Partei (FDP) zusammen. Die Spaltung des Liberalismus in ein national- und ein linksliberales Lager wollten sie überwinden. Eine Reihe ehemaliger DDP- und DVP-Politiker schloss sich aber auch der neuen überkonfessionellen Sammelpartei Christlich Demokratische Union (CDU) an, die infolgedessen neben dem christlichen und konservativen auch ein nennenswertes liberales Erbe hat.
Die FDP war unter anderem mit Thomas Dehler, Erich Mende, Walter Scheel, Hans-Dietrich Genscher und Klaus Kinkel an verschiedenen Bundesregierungen sowohl in einer Koalition mit der CDU/CSU als auch mit der SPD beteiligt. Sie war dritt- und von 1994 bis 2005 viertstärkste Kraft unter den im Bundestag vertretenen Parteien. Mit Theodor Heuss stellte die FDP von 1949 bis 1959 den ersten Bundespräsidenten der Bundesrepublik Deutschland und mit Walter Scheel von 1974 bis 1979 den vierten.
Im Saarland, das der Bundesrepublik erst 1957 beitrat, gab es eine eigenständige liberale Partei, die Demokratische Partei Saar (DPS). Sie wurde nach der Unterwanderung durch deutsch-nationalistische Kräfte und ehemalige Nationalsozialisten 1951 verboten. Im Vorfeld der Volksbefragung über den Status des Saarlands im Oktober 1955 wurde sie wieder zugelassen. Nach dem Beitritt zur Bundesrepublik Deutschland wurde sie ein Landesverband der FDP.
Die FDP vereinte in den 1950er-Jahren und darüber hinaus weiterhin zwei sehr unterschiedliche Flügel, den nationalliberalen bis nationalistischen vor allem in Nord- und Nordwestdeutschland (Hessen, Niedersachsen, Nordrhein-Westfalen), sowie einen linkeren im Südwesten und in den Stadtstaaten (Baden-Württemberg, Hamburg). Eine Unterwanderungsbewegung durch ehemalige Nationalsozialisten (Naumann-Kreis) führte in Nordrhein-Westfalen 1952 sogar zu einem Eingreifen der britischen Besatzungsmacht. Insgesamt lehnte die FDP sich vor allem an die CDU/CSU an. Eine seltene Ausnahme war die SPD-FDP-Koalition in NRW 1956–1958, mit der die FDP verhinderte, dass die Union mit dem CDU-Ministerpräsidenten von NRW eine Bundesratsmehrheit für ein anderes Wahlrecht erhielt. Damals entstand um die Düsseldorfer „Jungtürken“ um Willi Weyer, Wolfgang Döring und Walter Scheel eine Gruppe, die zwar ursprünglich von den Nationalen her kam, sich aber darum bemühte, mit beiden großen Parteien koalitionsfähig zu sein. Dies wurde dann die eigentliche Mitte der FDP, unter anderem mit Hans-Dietrich Genscher, nach dem diese Einstellung später scherzhaft „Genscherismus“ genannt wurde. 1968 wurde ihr Exponent Walter Scheel Parteivorsitzender und löste damit den national-liberalen Vorgänger Erich Mende ab.

#### Sozialliberale Koalition 1969–1982

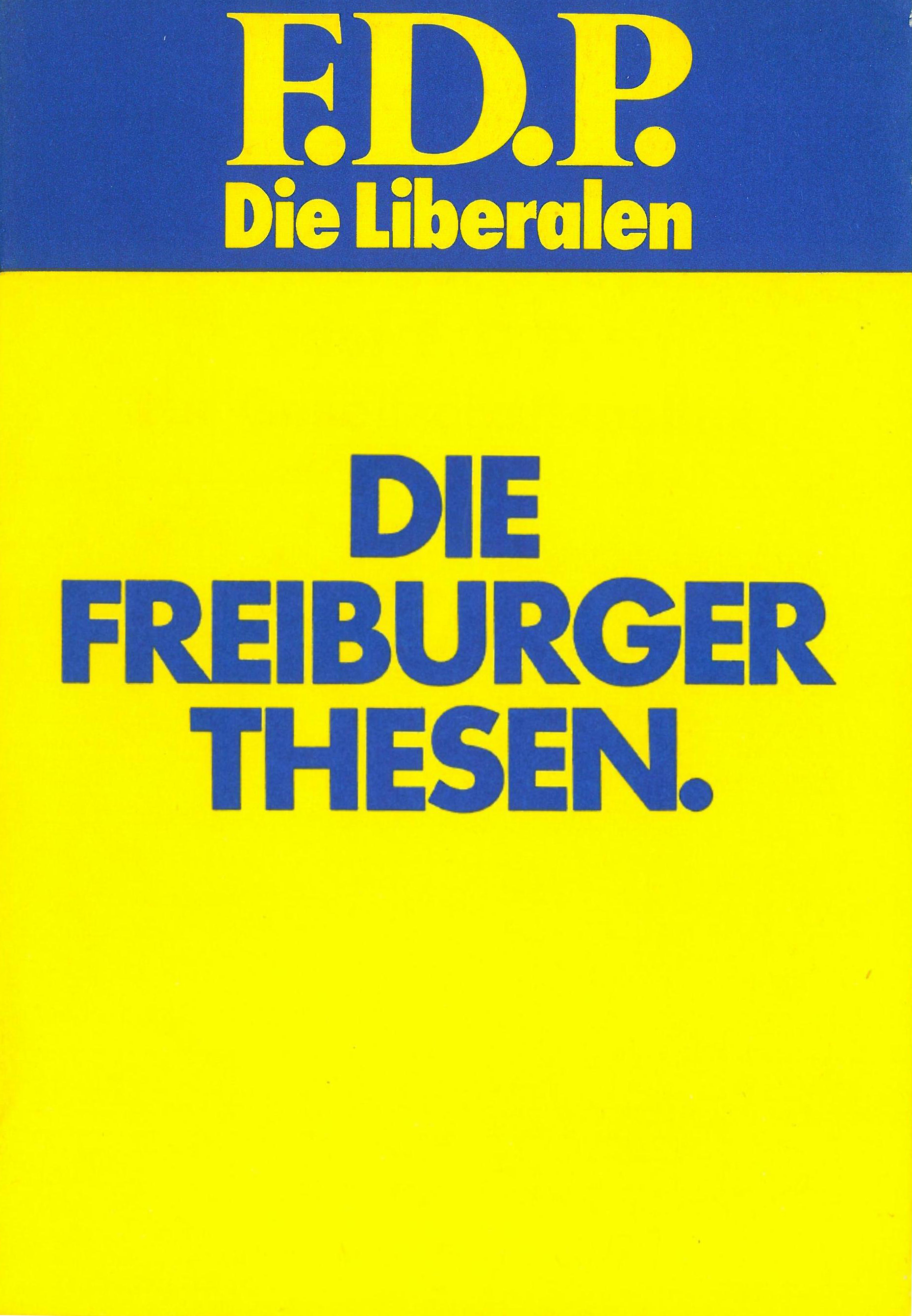
Freiburger Thesen, 1971

Es begann eine Diskussion um einen „ganzheitlichen“ oder „modernen“ Liberalismus, der mit dem Beschluss der Freiburger Thesen auf dem FDP-Bundesparteitag 1971 mündete. Die linksliberalen Thesen wurden vor allem von Karl-Hermann Flach, Werner Maihofer und Walter Scheel unterstützt. Den Text hatte hauptsächlich Maihofer entworfen. Allerdings standen die Thesen kaum für die gesamte Partei und wurden noch im selben Jahrzehnt durch die traditionelleren Kieler Thesen abgelöst. Bei den Jungdemokraten entwickelten sich weitergehende Vorstellungen, die sich in dem Grundsatzpapier, den „Leverkusener Manifest“ niederschlugen. Inhaltliche Differenzen führten beispielsweise in Niedersachsen zum vorübergehenden Bruch bei den Jungdemokraten und der Gründung der Sozial Liberalen Jugend.
Im Bundestagswahlkampf 1969 stand die FDP vor dem Problem, dass sie sich nach links bewegte, während auf der Rechten die NPD erstarkte. An diese verlor die FDP Teile ihrer rechten Stammwähler. Offiziell hatte die Partei keine Koalitionsaussage gemacht, aber eine Woche vor der Wahl gab Scheel zu erkennen, dass er in Richtung SPD neigte. Nach dem knappen Wiedereinzug in den Bundestag mit 5,8 Prozent ging die Partei eine Koalition mit der SPD unter Willy Brandt ein. Die teilweise Neuorientierung, die Wechsel in der Wählerschaft und die ungewohnte Koalition führte dazu, dass in der Folge Nationalliberale die FDP verließen; einige gründeten die kurzlebige Nationalliberale Aktion. Am bedrohlichsten waren Fraktionsübertritte zur Union, wie sie auch die SPD erlitt. Diesem Trend machte die Bundestagswahl 1972 ein Ende, und Scheel konnte die Koalition mit einem normaleren Wahlergebnis fortsetzen.

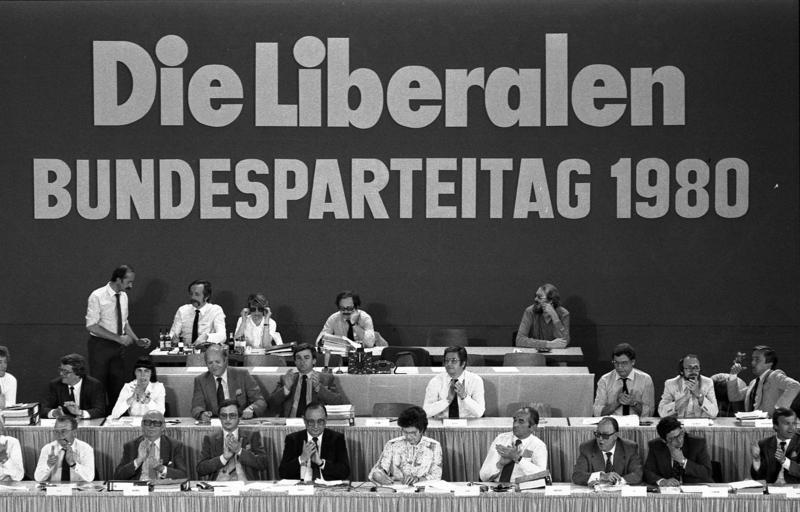
FDP-Parteitag 1980 in Freiburg

Die sogenannte sozialliberale Koalition stand für eine neue Ausrichtung in der Außenpolitik mit den Ostverträgen sowie innenpolitischen Reformen. Bald schon machte jedoch spätestens die Ölkrise 1973 weitergehenden Wünschen einen Strich durch die Rechnung. Die sozialdemokratischen Bundeskanzler Brandt und seit 1974 Helmut Schmidt konnten sich dabei auf den liberalen Koalitionspartner berufen, um Forderungen der SPD-Linken entgegenzutreten. Schon in der zweiten Hälfte der 1970er-Jahre nahmen die Gemeinsamkeiten der Koalitionsparteien ab, doch die Kanzlerkandidatur des CSU-Vorsitzenden Franz Josef Strauß einte SPD und FDP noch einmal. Das letzte Kabinett Schmidt jedoch, seit 1980, spürte spätestens 1982, dass die FDP sich wieder neu orientieren wollte, denn die FDP wollte eine liberalere Haushalts- und Wirtschaftspolitik durchsetzen. Im September 1982 zerbrach die Koalition, und die FDP wählte den CDU-Vorsitzenden Helmut Kohl zum neuen Kanzler mit.

#### Nach der politischen Wende 1982
Die Wende hin zur Union veranlasste einige Mitglieder zum Austritt aus der FDP. Manche schlossen sich der SPD oder den Grünen an, andere gründeten 1982 die Liberalen Demokraten (LD). Die LD konnte aber niemals mehr als ein Prozent bei Landtagswahlen erzielen, zu Bundestagswahlen trat sie nie an. Im selben Jahr trennten sich Jungdemokraten, Liberaler Hochschulverband (LHV) und Liberale Schüler Aktion (LiSa) einerseits sowie die FDP andererseits voneinander. Die Jungen Liberalen wurden Jugendverband der Partei, welcher sich 1979 als Arbeitsgemeinschaft Junger Liberaler in der FDP gegründet hatte. Ende 1987 gründete sich der Bundesverband Liberaler Hochschulgruppen (LHG) als neuer FDP-Studentenverband. Durch Veränderung der Mitgliederstruktur bei den Jungdemokraten, dem LHV und der LiSa vor allem durch altersbedingtes Ausscheiden der „Zwei-Wege-Strategen“, entwickelten sich diese zu mehr radikal-demokratisch orientierten Verbänden.

### Sowjetische Besatzungszone und DDR: 1945 bis 1990
In der sowjetischen Besatzungszone (SBZ) organisierten sich die liberalen Gruppen im Juli 1945 in der Liberal-Demokratischen Partei Deutschlands (LDP). Wie die FDP im Westen wollte sie das frühere links- und das nationalliberale Lager der Weimarer Republik (DDP und DVP) einen. Sie wurde von der Sowjetischen Militäradministration (SMAD) nur unter der Bedingung zugelassen, dass sie sich dem Block der antifaschistisch-demokratischen Parteien anschloss, dem bereits KPD, SPD und CDU der sowjetischen Zone angehörten. Bei den Landtagswahlen im Oktober 1946, den letzten Wahlen mit verschiedenen Optionen in der SBZ, wurde die LDP mit durchschnittlich 24,6 % zweitstärkste Kraft hinter der SED (zu der SPD und KPD inzwischen zwangsvereinigt worden waren). Am stärksten war die LDP in Sachsen-Anhalt, wo sie auf 29,9 % der Stimmen kam. Auch mit dem Ziel, die LDP zu schwächen, wurde 1948 die SED-treue National-Demokratische Partei Deutschlands (NDPD) gegründet, die ähnliche gesellschaftliche Schichten ansprach: den bürgerlichen Mittelstand, Handwerker, Kleinhändler. Die Liberal-Demokraten galten als diejenige legale Partei, die sich am deutlichsten dem Führungsanspruch der SED widersetzte und gegen sie opponierte.
Vor und nach der Gründung der Deutschen Demokratischen Republik (DDR) am 7. Oktober 1949 wurden aber LDP-Politiker, die für eine echte Opposition standen, ausgeschaltet und sie erkannte schließlich, wie alle anderen Blockparteien, die Führungsrolle der SED an. Im Oktober 1951 änderten die Liberal-Demokraten ihre Abkürzung von LDP in LDPD, um den Namensbestandteil „Deutschlands“ stärker zu betonen. Dies entsprach dem damaligen Wunsch der SED, die DDR solle ganz Deutschland vertreten. Über die gemeinsamen Listen der Nationalen Front zog bei allen Wahlen in der DDR eine bereits zuvor festgelegte Zahl von LDPD-Abgeordneten in die Volkskammer ein; die Partei war mit Ministern in allen Regierungen der DDR vertreten sowie ab 1960 im Staatsrat, wo sie bis 1969 zwei, anschließend einen stellvertretenden Vorsitzenden stellte. Viele Mitglieder traten der LDPD (so wie den anderen Blockparteien) weniger aus Überzeugung bei als aus dem Wunsch, der Nötigung zur SED-Mitgliedschaft zu entgehen.
Im Zuge der Wende und friedlichen Revolution in der DDR war die LDPD die erste der Blockparteien, die sich von der SED-Führung distanzierte (im September 1989). Es bildeten sich aber auch neue liberale Parteien, darunter die nach dem Vorbild der West-FDP gegründete F.D.P. der DDR. Auch die von Mitgliedern des Neuen Forums gebildete Deutsche Forumpartei (DFP) kann als liberal eingeordnet werden. Nach dem Rücktritt Egon Krenz’ war Manfred Gerlach von der LDPD von Dezember 1989 bis April 1990 letzter Staatsratsvorsitzender der DDR. Im Februar 1990 tilgte die LDPD wieder das zweite ‚D‘ aus ihrer Abkürzung. Zur ersten (und letzten) freien Volkskammerwahl im März 1990 schlossen sich LDP, F.D.P. und DFP zum Bund Freier Demokraten (BFD) zusammen, der auf 5,3 % der Stimmen kam. Den 21 BFD-Abgeordneten schlossen sich nach der Wahl auch die zwei NDPD-Abgeordneten an, die gemeinsame Fraktion nannte sich „Die Liberalen“. Sie waren bis zum Ende der DDR in der Regierung de Maizière vertreten. Am 11. August 1990 verschmolzen alle vier liberalen Parteien der DDR mit der westdeutschen FDP. Wegen des erheblich höheren parteipolitischen Organisationsgrads der DDR-Bevölkerung stieg deren Mitgliederzahl daraufhin kurzzeitig fast auf das Dreifache, normalisierte sich aber infolge massenhafter Austritte ehemaliger Blockpartei-Mitglieder schnell wieder.

### Wiedervereinigtes Deutschland seit 1990
Nach 1998 ging die FDP nach Bildung der ersten Rot-Grünen-Koalition auf Bundesebene in die Opposition. Austritte prominenter Linksliberaler wie Hildegard Hamm-Brücher führten auf dem Parteitag 2005 in Köln zu einem Wahlprogramm mit Aussagen zur Wirtschafts- und Bürgerrechtspolitik. Das Resultat dieser neuen Tendenz sind die Ablehnung des Großen Lauschangriffs, flächendeckender Videoüberwachung und des biometrischen Reisepasses. Auf wirtschaftlichem Gebiet fordert die FDP eine grundlegende Steuerreform, eine Reform der Sozialversicherung, die Einführung eines Bürgergelds sowie eine Entbürokratisierung der Wirtschaft mit dem Ziel, das Wachstum zu fördern und dadurch Arbeitsplätze zu schaffen.
Bei der Bundestagswahl 2005 wurde die FDP unter ihrem Spitzenkandidaten Guido Westerwelle mit 9,8 % der Wählerstimmen, also 61 Mandaten nach der CDU/CSU und der SPD, wieder zur drittstärksten Fraktion im 16. Deutschen Bundestag gewählt. Nachdem die FDP bei der Bundestagswahl 2009 14,6 % der Stimmen erhielt, und damit mit der Union die absolute Mehrheit im Bundestag hatte, war die FDP an der Bundesregierung als Juniorpartner beteiligt. Sie war im 17. Deutschen Bundestag die drittstärkste Partei. Das Wahlergebnis von 2009 stellt den Stimmen-Rekord der FDP in der Bundesrepublik Deutschland dar.
Die Zeit nach 2009 war von einem Rückgang der Stimmenanteile der FDP bei den folgenden Wahlen gekennzeichnet. So schied sie wiederholt aus verschiedenen Landes- und Kommunalparlamenten aus. Bei der Bundestagswahl 2013 verfehlte die FDP die Fünf-Prozent-Hürde und war daher erstmals seit Bestehen der Bundesrepublik Deutschland für eine Legislatur-Periode nicht mehr im deutschen Bundestag vertreten.
In den 2000er- und 2010er-Jahren wurde vermehrt diskutiert, ob es sich bei Den Grünen nicht nur um eine ökologische, sondern auch eine sozial- bzw. linksliberale Partei handelt. So konstatierte der Parteienforscher Franz Walter: „Die freisinnigen, radikaldemokratischen, linkslibertären und sozialliberalen Traditionselemente“ seien bei der FDP als Vertreterin des parteipolitischen Liberalismus „gründlich entsorgt“ worden, „in Teilen haben sie sich neu bei den Grünen angesiedelt.“
Auch den beiden erfolgreicheren Parteineugründungen des 21. Jahrhunderts wurden, zumindest in Teilen, Spielarten des Liberalismus zugeschrieben. Der Politologe Simon T. Franzmann schrieb im Zusammenhang mit der Bundestagswahl 2013 von „drei liberale[n] Parteien“ in Deutschland: neben der FDP die Piratenpartei und die Alternative für Deutschland (AfD). Die Piratenpartei, die ab 2011 in mehreren Landesparlamenten vertreten war, verkörperte einen auf Bürgerrechte und Gesellschaftspolitik fokussierten Linksliberalismus. Die AfD wurde in ihrer frühen Phase unter Führung Bernd Luckes als wirtschafts- und nationalliberal beschrieben. Bereits 2014 begann jedoch ein „Exodus“ der Nationalliberalen aus der AfD, während sich ein völkisch-nationalistischer und rechtsextremer Parteiflügel formierte. Als Wendepunkt der AfD von Wirtschafts- und Nationalliberalismus zu Nationalkonservatismus und völkischem Nationalismus gilt die Abwahl Luckes als Parteivorsitzender im Juli 2015.
Bei der Bundestagswahl 2017 schaffte die FDP mit 10,7 % der Stimmen als erste vormals aus dem Bundestag ausgeschiedene Partei in der Geschichte der Bundesrepublik Deutschland die Rückkehr in den Bundestag.
Die Geschichte des deutschen Liberalismus wird im Archiv des Liberalismus der Friedrich-Naumann-Stiftung für die Freiheit in Gummersbach aufgearbeitet, in dem sich die Unterlagen der FDP befinden.

## Österreich
Auch in Österreich erlebten die Liberalen in der zweiten Hälfte des 19. Jahrhunderts (nach 1860) einen Aufschwung und stellten eine bedeutende Fraktion im Parlament. So konnte sich langsam die Konfessionsfreiheit, Emanzipation der Juden und die Trennung von Schule und Kirche durchsetzen. Dies alles gegen die Widerstände des Kaisers und der mit ihm verbündeten konservativen Tiroler Abgeordneten. Die Deutschliberalen Partei (auch „Verfassungspartei“ genannt) bestand von 1861 bis 1881. Anschließend gab es eine Reihe kurzlebiger, deutschfreiheitlicher Parteien, z. B. die Vereinigte Deutsche Linke von 1888 bis 1897, und schließlich die Deutsche Fortschrittspartei von 1896 bis 1910. Die deutschfreiheitlichen und deutschnationalen Parteien schlossen sich 1911 zum Deutschen Nationalverband zusammen.
Nach dem Ende der Monarchie gab es in der Republik Österreich – mit kleinen Ausnahmen (z. B. die Bürgerlich-Demokratische Partei) – lange Zeit keine eigenständige liberale Partei. So waren in der Großdeutschen Volkspartei zwar auch Nationalliberale vertreten, sie waren jedoch gegenüber den Deutschnationalen bzw. Alldeutschen in der Minderheit. Auch nach dem Zweiten Weltkrieg konnte sich auf Dauer keine politische Partei halten, die ausschließlich den Zielen des Liberalismus verpflichtet gewesen wäre. So war mit Herbert Alois Kraus zwar einer der Gründer des Verbands der Unabhängigen (VdU; Vorläufer der FPÖ) ein Liberaler, in der Partei gaben aber bald deutschnationale Kräfte und ehemalige Nazis den Ton an. Die FPÖ wurde 1979 in die Liberale Internationale aufgenommen. In der Folgezeit galt sie – vor allem während der SPÖ-FPÖ-Koalition – bis zur Übernahme der Parteiführung durch Jörg Haider 1986 als relativ liberal, ohne sich jedoch von ihren deutschnationalen Strömungen zu trennen.

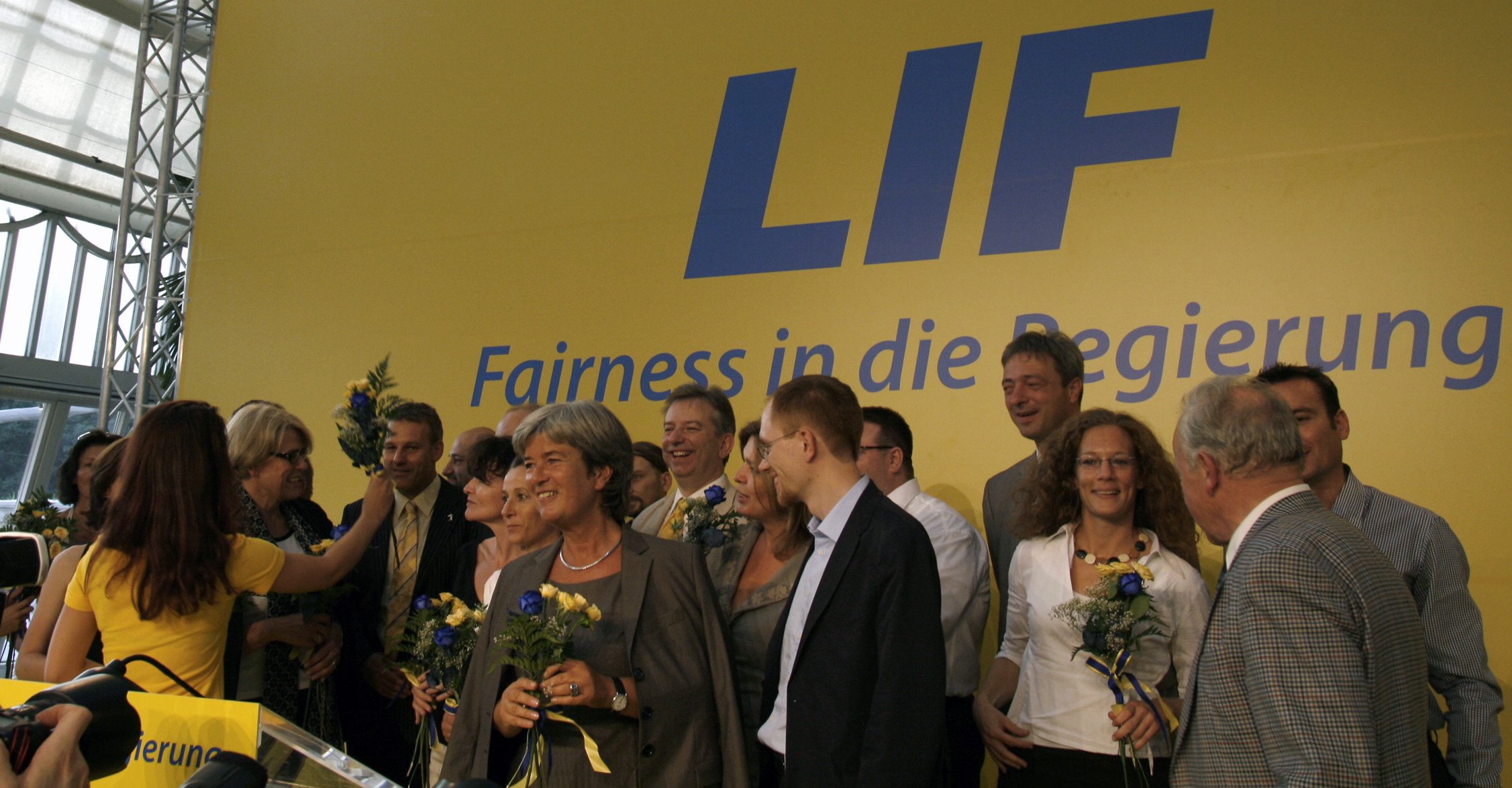
Vorstellung der LIF-Kandidaten 2008

Erst 1993 entstand als Abspaltung der FPÖ mit dem Liberalen Forum um Heide Schmidt wieder eine explizit liberale Partei. Diese konnte sich bis 1999 im österreichischen Parlament halten; bei den Wahlen 1999 und 2002 scheiterte sie jedoch an der 4-Prozent-Klausel. Bei den Nationalratswahlen 2006 kandidierten Mitglieder des LIF auf der Liste der SPÖ. Dadurch war die Partei mit ihrem Bundessprecher Alexander Zach für kurze Zeit wieder im Nationalrat vertreten. Zur Nationalratswahl 2008 kandidierte das Liberale Forum mit seiner Frontfrau Heide Schmidt und dem Industriellen Hans Peter Haselsteiner als Wirtschaftssprecher und Vorsitzenden des Unterstützungskomitees, konnte allerdings den Einzug in den Nationalrat nicht erreichen.
2012 wurde mit NEOS – Das neue Österreich eine neue liberale Partei aus der Taufe gehoben. Der ehemalige ÖVP-Mitarbeiter Matthias Strolz war ihr erster Parteiobmann. 2013 bildete NEOS mit dem Liberalen Forum ein Wahlbündnis für die Nationalratswahl 2013. Der liberalen Vereinigung gelang mit 4,9 % der Einzug in den Nationalrat. Am 26. Jänner 2014 fusionierten NEOS und LIF zu einer Partei, die die Mitgliedschaft des LIF in der Allianz der Liberalen und Demokraten für Europa (ALDE) übernahm. Seit der Europawahl 2014 ist NEOS auch im Europäischen Parlament vertreten.

## Schweiz
Die liberale Bewegung entstand in der aristokratisch, städtisch und oligarchisch regierten alten Eidgenossenschaft bereits während der Aufklärung in Kreisen des benachteiligten Landadels und des Bildungsbürgertums. Nach 1814 kam es auch in der Schweiz zu einer konservativ-aristokratischen Restauration. Besonders die Gleichstellung der ländlichen und städtischen Eliten wurde vielerorts widerrufen. Aus diesem Grund war die liberale Bewegung, die sich als Verteidigerin der Errungenschaften der Französischen Revolution sah, vor allem unter den jungen ländlichen Eliten stark vertreten. Die neue liberale Bewegung organisierte sich in Gesangs- und Schützenvereinen sowie Lesegesellschaften. Dabei zerfiel die Bewegung in Liberale (Freisinnige) und Radikale. Letztere forderten ebenfalls die liberalen Freiheitsrechte, wollten aber weitergehend auch das Zensuswahlrecht durch ein allgemeines, freies Männerwahlrecht ersetzen und eine radikale Ablösung der feudalen Grundlasten erreichen. Die Radikalen waren außerdem auch bereit, ihre Ideen mit Gewalt durchzusetzen.
In verschiedenen Kantonen der Schweiz kam es nach der Julirevolution 1830 zu radikalen Umstürzen, der „Regeneration“. Gegen den konservativen Kanton Luzern organisierten die Radikalen 1844/45 Freischarenzüge. Der Sonderbundskrieg 1847 brachte den Sieg der Liberalen auch auf nationaler Ebene. Die schweizerische Bundesverfassung von 1848 war klar liberal geprägt. Der neu entstandene schweizerische Bundesstaat war in seinen Anfängen politisch völlig von der freisinnigen Bewegung dominiert.

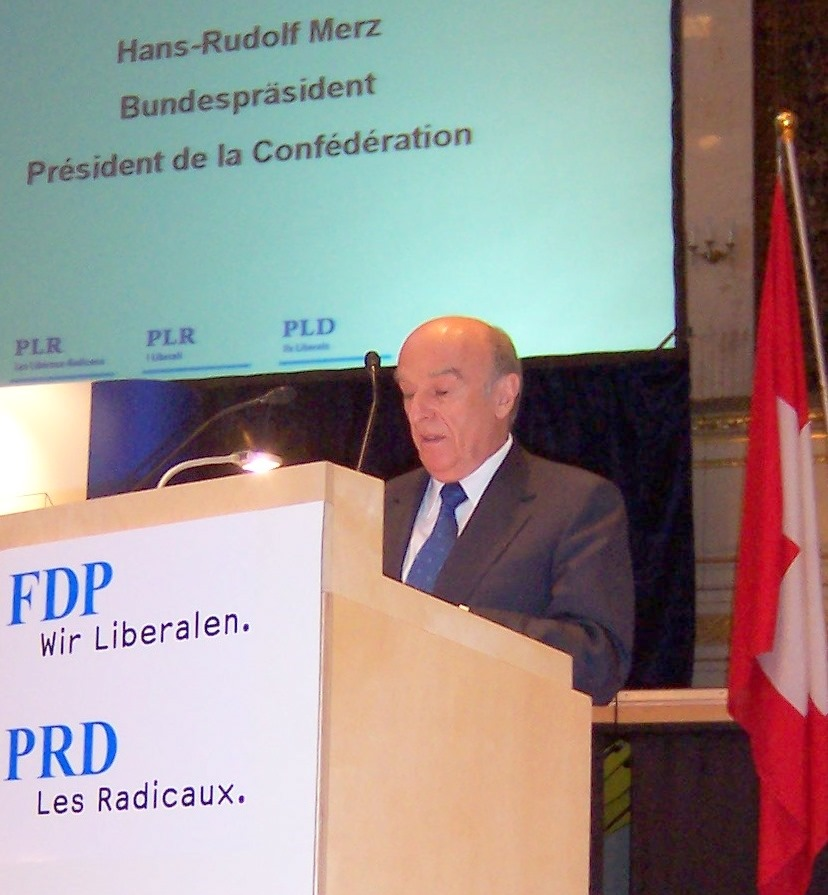
Hans-Rudolf Merz, damals Bundespräsident, bei der Gründungsversammlung seiner Partei, der FDP, 2009 in Bern

Nach 1847 wurde im deutschen Sprachraum oft radikal und freisinnig mit liberal bedeutungsgleich verwendet. In der Regel standen die Liberalen politisch eher rechts, die Radikalen oder Freisinnigen eher Mitte-links. Zwischen 1860 und 1870 setzte sich als dritte liberale Kraft die sogenannte Demokratische Bewegung für die Volkswahl der Behörden und für die Einführung von Initiative und Referendum ein, teilweise gegen die dominierende freisinnige Bewegung. Die verschiedenen Gruppierungen der liberalen Bewegung wurden 1894 zum größten Teil in der Freisinnig-Demokratischen Partei (FDP) vereinigt. Die sogenannten Demokraten bildeten zeitweise eine eigenständige Partei.
Daneben existierte noch die, vor allem in den protestantischen Kantonen der Westschweiz und in Basel verankerte, stark föderalistische Liberale Partei der Schweiz (LPS), die aber nie nationale Verbreitung fand. Ab 2003 bildete sie mit der FDP in der Vereinigten Bundesversammlung (Nationalrat und Ständerat) eine Fraktionsgemeinschaft. Nach zahlreichen Annäherungsversuchen wurde Mitte 2005 die Union der Freisinnigen und Liberalen (UFL) gegründet. Am 28. Februar 2009 schlossen sich die FDP und die LPS zur FDP.Die Liberalen zusammen.
Die 2004 zunächst im Kanton Zürich, 2007 auch auf nationaler Ebene gegründete Grünliberale Partei verbindet liberale und ökologische Elemente. Sie ist seit 2019 neben der FDP die zweite schweizerische Vertreterin im europäischen Parteienverband der Liberalen (ALDE).

## Belgien

### Gesamtstaat
Der Staat Belgien war 1830 als politische Initiative von Katholiken und Liberalen entstanden, in einer Reaktion auf den Absolutismus der protestantischen Niederlande. Er hatte eine seinerzeit äußerst moderne Verfassung. Nach der Staatsgründung hingegen standen sich Katholiken und Liberale scharf gegenüber.
Die Liberale Partij wurde 1846 gegründet, unterstützt von den Freimaurern des Großorients von Belgien. Von 1848 bis 1892, der Periode der Liberalen Hegemonie, hatte sie einen maßgeblichen Einfluss auf die belgische Politik. Die Einführung des allgemeinen Wahlrechts in jener Zeit machte aus ihr allerdings eine kleine Oppositionspartei. Zwischen den beiden Weltkriegen ging ihr Stimmanteil von 24,5 Prozent auf 12,4 Prozent zurück. Nach dem Zweiten Weltkrieg blieb die Partei bei ungefähr zehn Prozent stehen.
1961 reformierte sich die Partei und benannte sich um: in Flandern Partij voor Vrijheid en Vooruitgang (PVV), in Wallonien Parti de la Liberté et du Progrès (PLP). Sie hatte wieder Wahlerfolge, etwa 1965 waren es 21,6 Prozent. Allerdings trennte sie sich 1971 in eine flämische und eine französischsprachige Partei, gemäß der föderalistischen Entwicklung, die damals in Belgien einsetzte.

### Flandern

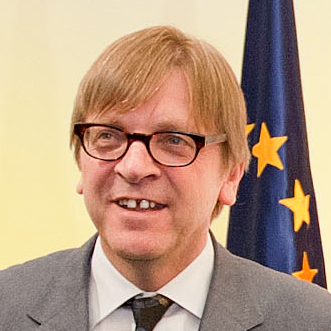
Guy Verhofstadt, einer der bekanntesten VLD-Politiker: Parteichef (1992–1995 und 1997–1999), danach belgischer Premierminister (1999–2008) und Fraktionsvorsitzender der Liberalen im EU-Parlament (2009–2019)

Die flämische PVV reformierte sich 1992 unter Guy Verhofstadt, dem späteren belgischen Premierminister. Es gelang ihm, zur neuen Partei Vlaamse Liberalen en Democraten auch Linksliberale und Christdemokraten anzulocken. Verhofstadt führte von 1999 bis 2003 auf nationaler Ebene eine paars-groene („lila-grüne“) Koalition aus Liberalen, Sozialisten und Grünen (die Christdemokraten mussten erstmals in die Opposition), anschließend eine „lila“ Koalition (ohne die Grünen) und von 2007 bis 2008 schließlich eine Art „Große Koalition“ aus Liberalen, Christdemokraten und wallonischen Sozialisten. Seit der Fusion mit der radikaldemokratischen Vivant 2007 nennt die Partei sich Open VLD. War die VLD im Jahr 2003 noch stärkste Kraft in Flandern (25,9 %), sank sie 2019 auf den vierten Platz ab (13,6 %).
Neben der traditionellen liberalen Partei gab es in Flandern seit 1954 auch die Volksunie, eine gemäßigt-nationalistische Partei. Durch diesen Nationalismus nahm sie in vielen politischen Fragen eine zentristische Position ein, vor allem nach dem Weggang der radikalen Nationalisten (dem späteren Vlaams Belang) in den 1970er-Jahren. Die als sozialliberal geltende Volksunie spaltete sich 2001 in die linksliberale SPIRIT (die sich 2009 den Grünen anschloss) und die stärker konservative und nationale, rechts der Mitte stehende Nieuw-Vlaamse Alliantie (N-VA). Die N-VA hat seither stark an Bedeutung zugenommen: Bei den Wahlen seit 2010 wurde sie jeweils stärkste Kraft in Flandern, mit 32,5 % der flämischen Stimmen erreichte sie 2014 ihren Höhepunkt.
In den 2000er-Jahren gab es eine Reihe von rechtsliberalen Abspaltungen der VLD bzw. Open VLD. Während der Liberaal Appèl (2002 gegründet) sich im Wesentlichen wieder der Mutterpartei angeschlossen hat, neigte VLOTT (2005) dem Vlaams Belang zu. Der frühere VLD-Senator Jean-Marie Dedecker gründete 2007 seine Lijst Dedecker, die sich später in Libertair, Direct, Democratisch (LDD) umbenannte. Sie wirbt für direktdemokratische Elemente und wird als rechtsliberal, libertär, aber auch rechtspopulistisch eingeordnet. Sie war von 2007 bis 2014 mit wenigen Sitzen im belgischen Parlament sowie im Flämischen und im Europaparlament vertreten.

### Wallonien
In Wallonien fusionierte der Parti de la Liberté et du Progrès en Wallonie 1976 mit dem gemäßigten Flügel des Rassemblement Wallon zum Parti de Réformes et de la Liberté en Wallonie (PRL). 1979 kam die französischsprachige Brüsseler liberale Partei hinzu, wodurch die Parti réformateur libéral entstand (ebenfalls PRL abgekürzt).
Im März 2002 ging die PRL im Mouvement Réformateur auf. Dem MR traten auch weitere liberale bzw. in der politischen Mitte positionierte Parteien bei, die jedoch ihre organisatorische Eigenständigkeit behielten: die Brüsseler Front démocratique des francophones (FDF), das von den Christdemokraten abgespaltene Mouvement des Citoyens pour le Changement (MCC) und die deutschsprachige Partei für Freiheit und Fortschritt (PFF). Die FDF verließ das Bündnis 2011 wieder und nennt sich seit 2015 Démocrate Fédéraliste Indépendant (DéFI). Wie in Flandern ist auch im französischsprachigen Teil Belgiens der Stimmenanteil der Liberalen rückläufig: Noch 2007 war das MR mit 33,6 % stärkste Kraft in Wallonien und Brüssel, 2019 waren es nur noch 20,3 %. Das MR stellte mit Charles Michel von 2014 bis 2019 den belgischen Premierminister, er stand einer Mitte-rechts-Regierung aus Liberalen, Christdemokraten und N-VA (bis 2018) vor.
Die 1998 vom Millionär Roland Duchâtelet gegründete sozialliberale Partei Vivant spielt auf nationaler Ebene keine Rolle, ist aber seit 2004 im Parlament der Deutschsprachigen Gemeinschaft Ostbelgiens vertreten.
Eine ähnliche Rolle wie die LDD in Flandern spielte die 2009 gegründete, vorwiegend in Wallonien aktive Parti Populaire (PP). Sie wurde zunächst als rechtsliberal bezeichnet, entwickelte sich aber unter Mischaël Modrikamen ab 2010 zunehmend in Richtung Rechtspopulismus. Sie gewann bei den Wahlen 2010 und 2014 jeweils einen Sitz in der belgischen Abgeordnetenkammer.

## Frankreich

### Ursprünge
Die Wurzeln des französischen Liberalismus lassen sich auf Montesquieu, Voltaire, die Physiokraten und Turgot zurückverfolgen. Vertreter des klassischen Liberalismus in Frankreich sind Jean-Baptiste Say, Charles Comte, Charles Dunoyer, Alexis de Tocqueville, Frédéric Bastiat und Gustave de Molinari.

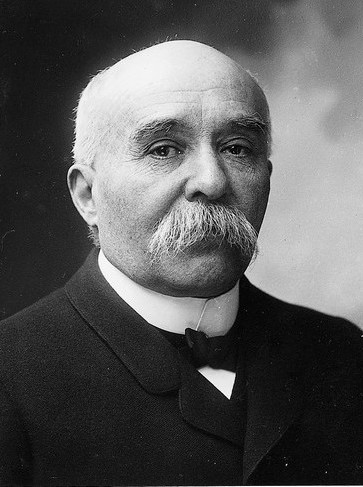
Georges Clemenceau, einer der prominentesten Vertreter der französischen Radikalen

Die französischen Liberalen des 19. Jahrhunderts traten in erster Linie für formalen Konstitutionalismus sowie wirtschaftliche Freiheiten (Freihandel und unternehmerische Betätigungsmöglichkeiten) ein, vertraten das Großbürgertum und waren zu Kompromissen mit den Royalisten bereit. Demokratische Rechte wie allgemeines Wahlrecht, Vereinigungs-, Presse- oder Religionsfreiheit standen hingegen nicht auf ihrer Agenda. Diese wurden von den Republikanern vertreten, die auch Radikale genannt wurden. Sie verkörperten auch eine Richtung des Liberalismus, der aber in Frankreich eben nicht als libéralisme, sondern als républicanisme oder radicalisme bezeichnet wird. Da sich seit der Dritten Republik (1870 bis 1940) alle maßgeblichen Parteien auf die republikanische Tradition berufen, lehnen sie die Bezeichnung „libéral“ für sich ab, auch wenn es Parteien gibt, die im europäischen Vergleich als liberal eingeordnet werden können.

### Dritte und Vierte Republik (1870–1958)
In der Dritten Republik war die linksbürgerliche, entschieden republikanische und laizistische Parti Radical lange Zeit einflussreich und stellte häufig den Ministerpräsidenten, darunter Georges Clemenceau, Édouard Herriot und Édouard Daladier. Ebenfalls als liberal kann die zur gleichen Zeit aktive, rechts der Mitte verortete Alliance républicaine démocratique (ARD) eingeordnet werden, der u. a. die Regierungschefs Raymond Poincaré und Paul Reynaud angehörten.
In der Vierten Republik (1946–58) bestand die Parti radical fort, verlor aber an Bedeutung; an die Stelle der ARD traten mehrere liberal-konservative Parteien, die erfolgreichste davon war das Centre national des indépendants et paysans (CNIP), das sich von den meisten anderen französischen Parteien (egal welcher politischen Richtung) darin unterschied, dass es staatlichen Interventionismus ablehnte.

### Fünfte Republik (seit 1958)

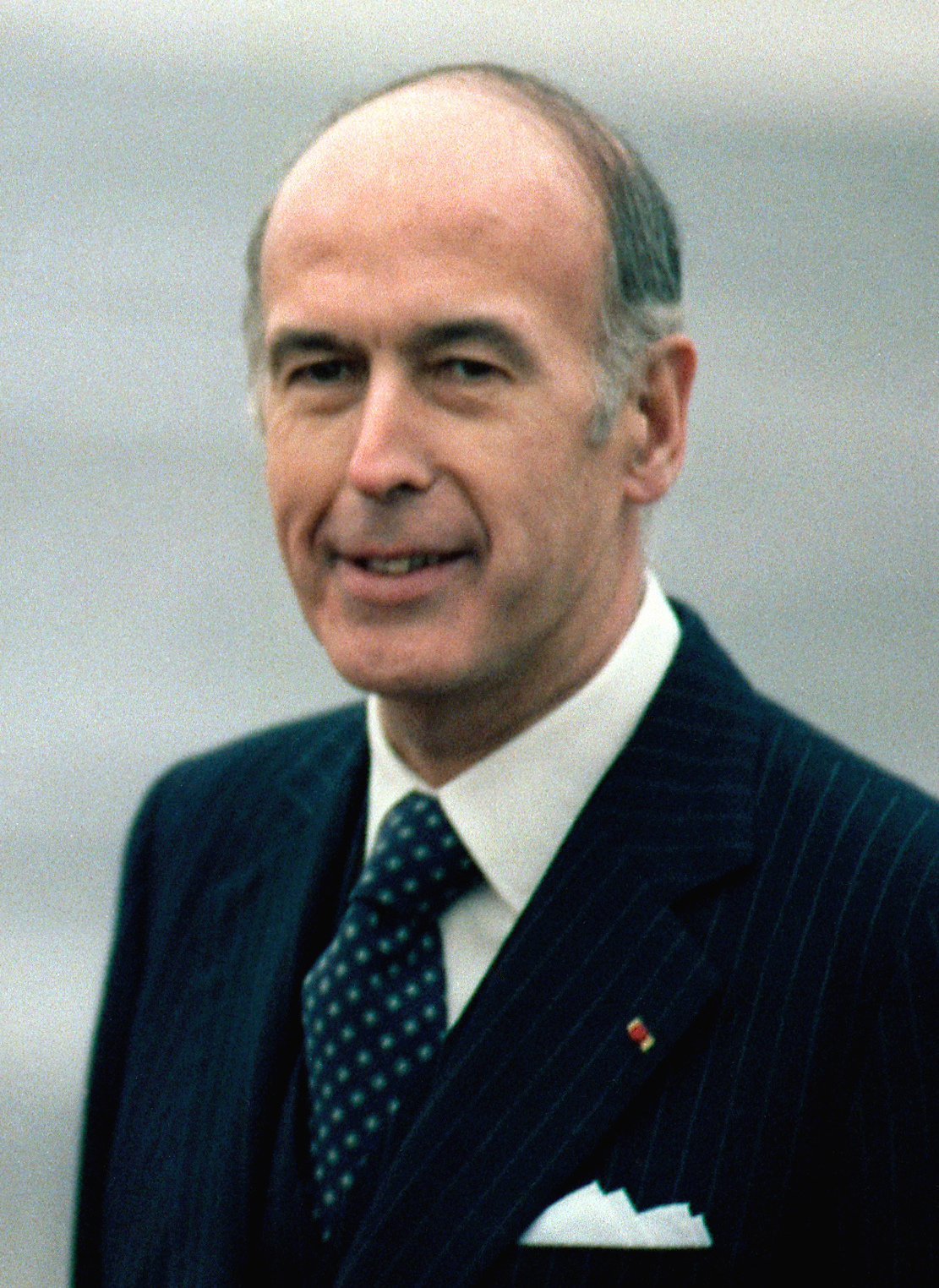
Valéry Giscard d’Estaing von der rechtsliberalen Parti républicain

Die Verfassung der Fünften Republik (seit 1958) mit Mehrheitswahlrecht und Direktwahl des Staatspräsidenten begünstigte die Herausbildung großer Parteien oder Blöcke mit charismatischen Anführern und schwächte kleinere Parlamentsparteien, wie sie die Liberalen typischerweise bildeten. Die Parti radical schrumpfte zur Kleinpartei. Da sie sich von der linken in die rechte Mitte bewegte, spaltete sich 1972 der linke Flügel als Mouvement des radicaux de gauche ab, das sich später Parti radical de gauche (PRG) nannte. Der verbleibende Rumpf der Parti radical wird seitdem zur Unterscheidung Parti radical valoisien (nach dem Sitz der Parteizentrale am Place de Valois in Paris) genannt.
Während die Parti radical de gauche eine Zusammenarbeit mit dem Linkskartell von Sozialisten und Kommunisten befürwortete, schloss sich die Parti radical valoisien 1978 dem Mitte-rechts-Bündnis Union pour la démocratie française (UDF) an. Diesem gehörte auch die eher konservativ-liberale Parti républicain von Valéry Giscard d’Estaing an. Sie stand in der Tradition der ARD, des CNIP und später der Républicains indépendants. Zum UDF gehörten aber nicht nur liberale, sondern auch christ- und sozialdemokratische Parteien. Bei Wahlen kooperierte die UDF oft mit der gaullistischen Rechten. Die UDF war längere Zeit neben den Gaullisten eine von zwei großen Parteien rechts der Mitte. Allerdings spalteten sich 1997 wirtschaftsliberale Kräfte von der UDF ab und versuchten erfolglos als Démocratie libérale (DL) einen eigenen Weg.
Die DL schloss sich 2002 der neuen rechten Regierungspartei Union pour un mouvement populaire (UMP) an, die die Zersplitterung des bürgerlichen Lagers zu überwinden suchte und neben Gaullisten auch Liberale und Christdemokraten vereinte. Auch die laizistische Parti radical valoisien wurde ein Bestandteil der UMP, behielt aber eigenständige Strukturen. In der von einer lockeren Allianz zu einer Einheitspartei umgewandelten UDF verblieben vorwiegend Christdemokraten.
2007 spaltete sich die UDF in das vom Mitte-rechts-Lager unabhängige Mouvement démocrate (MoDem) und das weiterhin eng mit der UMP zusammenarbeitende Nouveau Centre (auch: Parti Social Libéral Européen). MoDem arbeitet auf europäischer Ebene in der liberalen ALDE-Fraktion mit und gehört der zentristischen Europäischen Demokratischen Partei an, das Nouveau Centre schloss sich hingegen wie die UMP der christdemokratischen EVP-Fraktion an. 2011/12 sagten sich Parti radical valoisien, Nouveau centre und weitere kleine bürgerliche Parteien von der UMP los und gründeten die Union des démocrates et indépendants (UDI), deren Abgeordnete im Europaparlament auch in der ALDE-Fraktion saßen.
Die 2016 von Emmanuel Macron gegründete Partei La République en Marche (LREM) ist überwiegend dem liberalen Spektrum zuzuordnen, auch wenn sie bislang die Zugehörigkeit zu einer Parteienfamilie ablehnt. Macron gewann 2017 als erster Liberaler seit Giscard d’Estaing (1974) die Präsidentschafts- und LREM als erste liberale Partei in der Fünften Republik die Parlamentswahl. Nach der Europawahl 2019 ging LREM eine Fraktionsgemeinschaft mit der liberalen ALDE-Fraktion unter der Bezeichnung Renew Europe ein. Die kleinen sozialliberalen Parteien Parti radical valoisien und Parti radical de gauche fusionierten 2017 – 45 Jahre nach der Spaltung der historischen Parti radical – zum Mouvement radical. Ein Großteil der PRG-Mitglieder sagte sich aber nach einem Jahr wieder davon los und führte die eigene Partei fort.

## Großbritannien

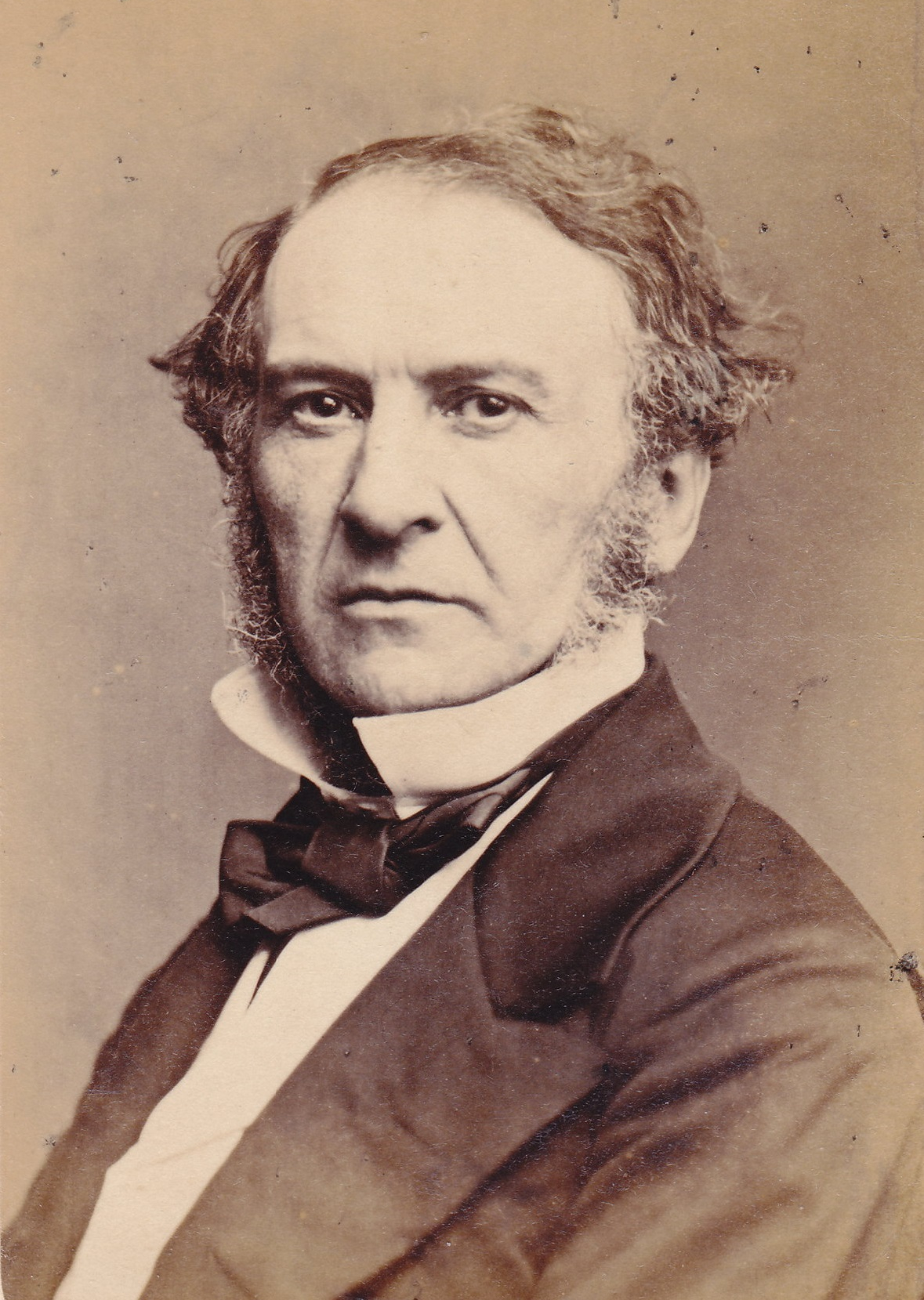
William Gladstone

Die erste liberale Bewegung in Großbritannien waren die Whigs, welche an der Einleitung der Glorious Revolution von 1688 beteiligt waren und ein starkes Parlament mit Widerstandsrecht im Sinne John Lockes befürworteten. Dieser Partei gehörten z. B. Robert Walpole (der erste offizielle Premierminister Großbritanniens, regierte ca. 1721–1743), Lord Grey (Premierminister 1830–34) und Lord Melbourne (Premierminister 1835–41) an. Die Whigs fusionierten 1859 mit den Radikalen und einer Abspaltung der Tories um Robert Peel („Peelites“) zur Liberal Party. Zu deren wichtigsten Vertretern gehörten Lord Palmerston (Premierminister 1855–65), William Ewart Gladstone (mehrfach Premierminister zwischen 1868 und 1894; Begründer des Gladstonian liberalism) und H. H. Asquith (Premierminister 1908–16). Der letzte Premier aus der Liberalen Partei war David Lloyd George (1916–22).
Whigs und Liberal Party waren lange Zeit – als Gegenspieler der konservativen Tories – eine maßgebliche Kraft in der britischen Politik, verloren aber Anfang des 20. Jahrhunderts an Bedeutung, was durch das geltende Mehrheitswahlrecht noch verstärkt wurde. Die Gründung der Labour Party ging maßgeblich auf den Bedeutungsverlust der Liberalen für die Arbeiterbewegung und für subalterne Schichten zurück. Zuvor stellten die Liberalen eine politische Plattform für Gewerkschaften und demokratische Strömungen gegen konservative Politikmodelle dar.
1988 vereinigte sich die Liberal Party mit der Social Democratic Party zu den Liberal Democrats, der zurzeit drittstärksten Kraft im Unterhaus. Nach Jahrzehnten in der Opposition waren die Liberaldemokraten von 2010 bis 2015 in einer Koalitionsregierung mit den Konservativen, mit Nick Clegg als Vizepremier.
Der Niedergang des parteiförmigen Liberalismus ging allerdings nicht mit einem Niedergang liberalen Gedankenguts einher – im Gegenteil: Die Labour Party übernahm sozialliberale, die Conservative Party klassisch-liberale bzw. neoliberale Ideen. So spielen sich maßgebliche politische und ökonomische Debatten in Großbritannien oftmals zwischen den Spielarten des klassischen und des Sozialliberalismus und nicht zwischen Konservatismus und Sozialismus ab.

## Italien

### Königreich

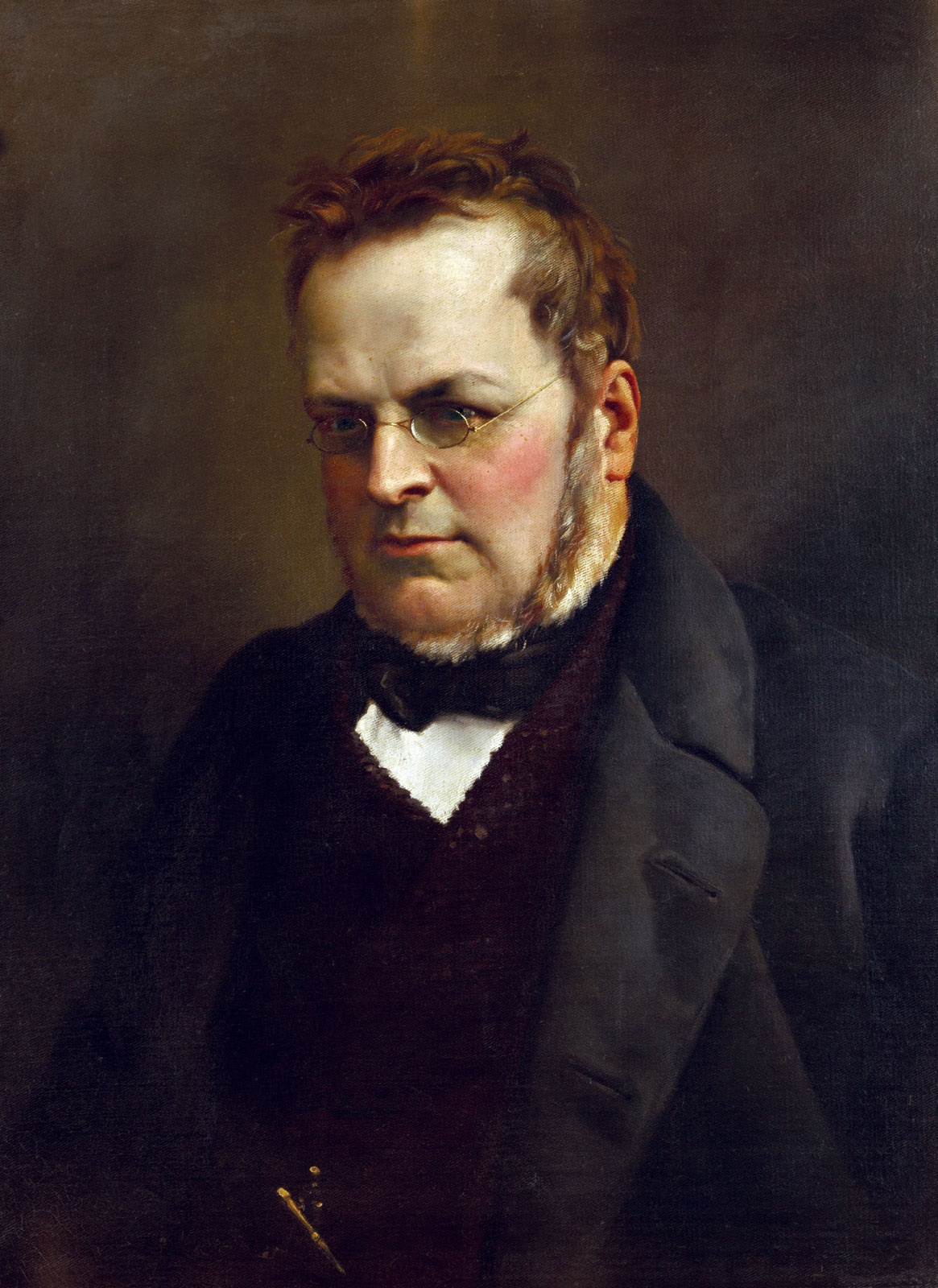
Camillo Cavour, Ministerpräsident von Sardinien-Piemont (1852–61) und Begründer der liberal-konservativen „Historischen Rechten“

Auch in Italien hatte der Liberalismus im 19. Jahrhundert seine große Zeit und zwar unter König Viktor Emanuel II. und Camillo Cavour, der von 1852 bis 1861 als Ministerpräsident des Königreichs Sardinien-Piemont maßgeblich an der Einigung Italiens beteiligt war. Sein liberaler Antiklerikalismus bestimmte auch die Verfassung des Königreichs Italien (1861–1946). Bis zum Ersten Weltkrieg stellten verschiedene liberale Parteiungen die Mehrheit im Parlament der italienischen Monarchie, die sich aber nie zu Parteien im modernen Sinne entwickelten. Bis 1912 hatte Italien ein Zensuswahlrecht, unter dem beispielsweise 1861 nur 2 % der Bevölkerung wählen durften.

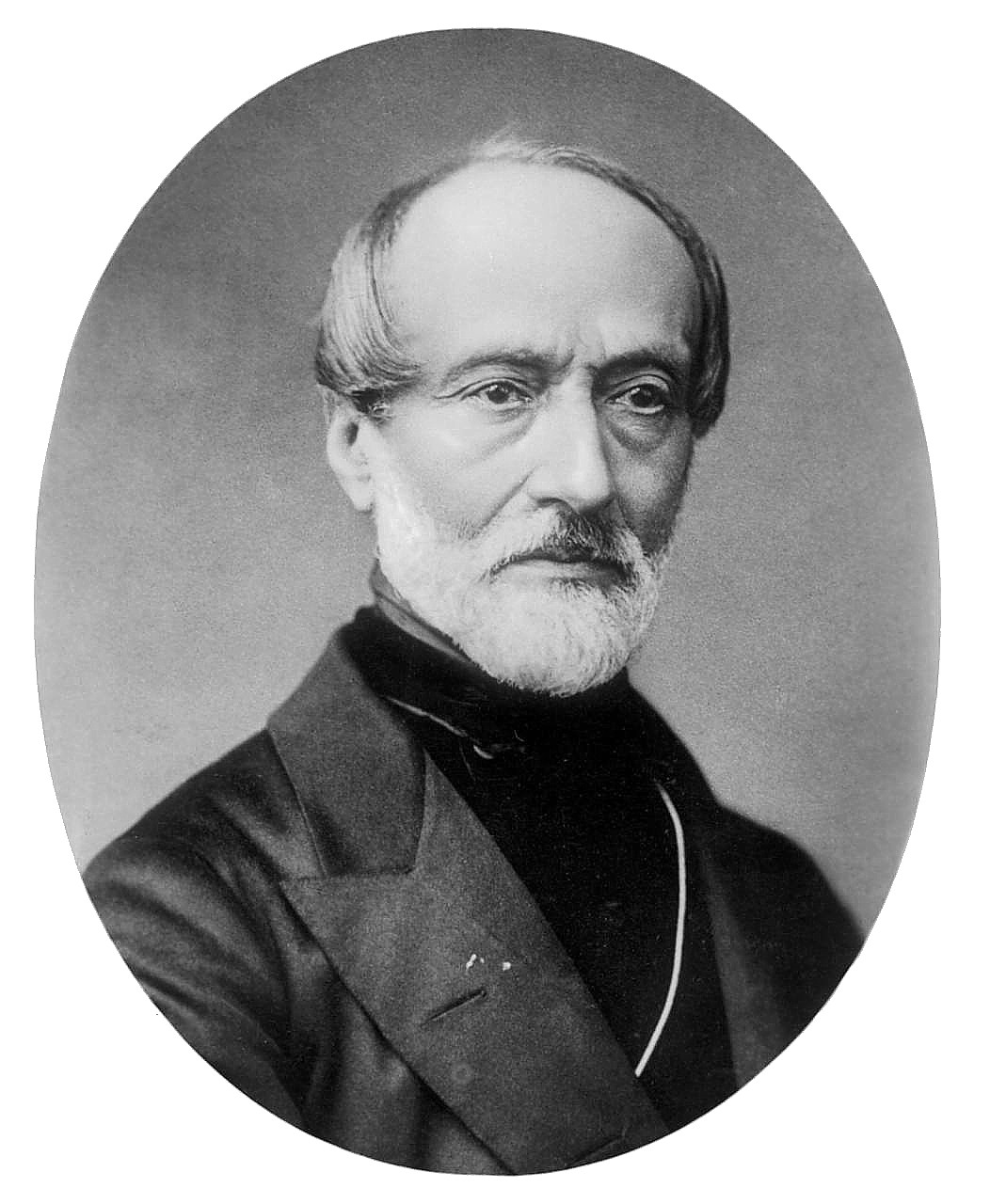
Giuseppe Mazzini, Vordenker der italienischen Republikaner

Die beiden wichtigsten Strömungen dieser Zeit werden rückblickend „historische Rechte“ (destra storica) und „historische Linke“ (sinistra storica) genannt. Erstere vertrat die von Cavour begründeten Rechtsliberalen, letztere kann als linksliberal eingeordnet werden. Beide Gruppierungen waren lockere Honoratiorenparteien, zu der sich ganz überwiegend großbürgerliche Abgeordnete zusammenschlossen und keine der beiden stellte die monarchische Verfassung in Frage. Sie unterschieden sich eher durch persönliche Interessenkonflikte als durch ideologische oder programmatische Gegensätze. Die „historische Rechte“ hatte die Vorherrschaft bis etwa 1876, es folgte eine Phase, in der die „historische Linke“ dominierte. Die von Giuseppe Mazzini begründeten, für allgemeines Wahlrecht und Volkssouveränität eintretenden Republikaner spielten nur eine untergeordnete Rolle. Sie formierten sich 1895 als Partito Repubblicano Italiano (PRI).
Giovanni Giolitti, der als Parteiloser ab 1903 (mit kurzen Unterbrechungen) regierte, gründete 1912 die Unione Liberale, die Vertreter von „historischer Linken“ und „Rechten“ vereinte und eine Vorläuferin der Liberalen Partei Italiens war. Nach der Einführung des allgemeinen Männerwahlrechts verschwanden die Liberalen unter dem Erstarken der Sozialisten und dem Eintritt der katholischen Volkspartei (Partito Popolare Italiano, PPI) von Don Luigi Sturzo in die politische Landschaft 1919 sowie dem aufstrebenden Faschismus zunächst in der Bedeutungslosigkeit. Die ab 1929 aktive antifaschistische Widerstandsgruppe Giustizia e Libertà („Gerechtigkeit und Freiheit“) und die 1942 aus ihr hervorgegangene Partito d’Azione vertraten einen linken Liberalismus oder „liberalen Sozialismus“.

### Republik
In der Republik Italien (ab 1946) wurde der politische Diskurs vom Kampf zwischen Christdemokraten (DC) und der Kommunistischen Partei Italiens (PCI) bestimmt. Die beiden liberalen Parteien Partito Liberale Italiano (PLI; rechtsliberal) und Partito Repubblicano Italiano (PRI; linksliberal) waren zwar zumeist als kleine Partner an der Regierung beteiligt, konnten aber nie aus dem Schatten der großen DC hervortreten. Eine radikale Form des Liberalismus vertrat die Partito Radicale (PR), die zwar bei Wahlen kaum eine Rolle spielte, aber mit Akten des zivilen Ungehorsams und Unterschriftensammlungen, z. B. für das Recht auf Scheidung, Schwangerschaftsabbruch und Legalisierung von Drogen für Aufmerksamkeit sorgte. Als Bestandteile der Fünf-Parteien-Koalition Pentapartito „implodierten“ PLI und PRI im Zuge der völligen Umformung des italienischen Parteiensystems nach dem großen Korruptionsskandal Tangentopoli der frühen 1990er-Jahre.
Seither spielt der parteiförmige Liberalismus in Italien eine eher untergeordnete Rolle, allenfalls die Radicali Italiani (Nachfolger der PR) mit der ehemaligen EU-Kommissarin Emma Bonino konnten gewisse Achtungserfolge erzielen, wie bei der Europawahl 1999. Die Radikalen und die Protestpartei Italia dei Valori (IdV) des Anti-Korruptions-Staatsanwalts Antonio Di Pietro gehören auf europäischer Ebene der ALDE-Partei an und ihre Abgeordneten waren Mitglieder der ALDE-Fraktion im Europaparlament. Die IdV kann jedoch nicht als wirkliche liberale Partei angesehen werden.
Der „Berlusconismus“ der 1994 von dem Unternehmer Silvio Berlusconi gegründeten Partei Forza Italia kann – vor allem in ihrer frühen Phase – als Gemisch von (Rechts-)Liberalismus und Populismus gekennzeichnet werden, insoweit er für einen Rückzug des Staats eintrat, der weniger regulieren und mehr „Dienstleister“ sein sollte. Ab Ende der 1990er-Jahre traten die liberalen Aspekte aber zugunsten des populistischen Elements zurück. Eine eher sozialliberale Strömung fand sich in der Partei I Democratici (1999–2002) bzw. deren Nachfolgepartei Democrazia è Libertà – La Margherita (2002–07). Diese ging in der Mitte-links-Sammelpartei Partito Democratico (PD) auf, die somit neben sozialdemokratischen und christlich-sozialen auch liberale Wurzeln hat. Sie entschied sich aber auf europäischer Ebene für die sozialdemokratische Parteienfamilie.

## Litauen
In Litauen reichen die Wurzeln des Liberalismus bis in das 19. Jahrhundert. Die liberale Bewegung war eine wichtige Strömung im Kampf für die Unabhängigkeit des damals vom Russischen Reich besetzten Landes. Die wichtigsten Vertreter dieser Strömung waren unter anderem Autor der Nationalhymne von Litauen Vincas Kudirka sowie Bischof Motiejus Valančius. Nach der Besetzung des Landes durch sowjetische Truppen im Juni 1940 waren demokratische Parteien verboten. Liberale Ideen verbreiteten sich aber im Exil: Liberale versammelten sich in verschiedenen Organisationen und Bewegungen, setzten sich für die Wiederherstellung der Unabhängigkeit Litauens ein.
Als Litauen 1990 seine Unabhängigkeit wiedererlangte, wurde als eine der ersten Parteien die Liberale Union Litauens (LLS) gegründet. Diese Partei hat sich für die Gewährleistung der Menschen- sowie Minderheitenrechte, eine marktwirtschaftliche Ordnung und eine Westintegration des Landes eingesetzt. Als zweite liberale Partei des Landes kann die 1992/93 gegründete Litauische Zentrumsunion (LCS) bezeichnet werden, die bei Wahlen in den 1990er-Jahren erfolgreicher war als die LLS. Die 1998 gegründete Naujoji sąjunga (NS; Neue Union) von Artūras Paulauskas positionierte sich als sozialliberal und wurde bei der Wahl 2000 zweitstärkste Kraft. Auch die LLS gewann durch den Übertritt Rolandas Paksas’ von den Konservativen stark an Popularität und stellte 2000–01 den Regierungschef. Paksas verließ die LLS jedoch 2002 wieder und gründete die „Liberaldemokratische Partei“ (LDP), die trotz ihres Namens eher nationalkonservativ und rechtspopulistisch war und sich 2006 in Tvarka ir teisingumas (TT; „Ordnung und Gerechtigkeit“) umbenannte.
Im Jahr 2003 fusionierten LLS, LCS und die Union der Progressiven Christdemokraten zur Liberale und Zentrumsunion (LiCS), die Mitglied der Liberalen Internationale war. Die Wählerschaft dieser Partei waren zumeist junge, gut ausgebildete Bewohner der Großstädte; auf dem Lande war die Positionen der Liberalen viel schwächer. Die 2003 gegründete Darbo partija (DP; Arbeitspartei) gehört im Europäischen Parlament der liberalen Fraktion an und wird manchmal als sozialliberal beschrieben, ist jedoch in erster Linie ein populistisches Vehikel des Millionärs Viktor Uspaskich. Sie wurde bei der Parlamentswahl 2004 stärkste Kraft.
Die rechtsliberale Lietuvos Respublikos liberalų sąjūdis (LRLS) spaltete sich 2005 von der LiCS ab. Beide kamen 2008 auf jeweils knapp über 5 Prozent. Die Neue Union fusionierte 2011 mit der Arbeitspartei, nachdem beide deutlich an Stimmen eingebüßt hatten. Die fusionierte Partei wurde 2012 erneut stärkste Kraft und gehört seit diesem Jahr dem europäischen liberalen Parteienzusammenschluss ALDE an. Die LiCS schied aus dem Parlament aus, während die LRLS etwas zulegte. Die LiCS fusionierte 2014 mit der Partei TAIP („Ja“) des Vilniuser Bürgermeisters Artūras Zuokas zur Lietuvos laisvės sąjunga (liberalai) (LLSL; Litauische Freiheitsunion). Bei der Wahl 2016 stürzte die Arbeitspartei unter die Fünf-Prozent-Hürde, die LLSL blieb ohne parlamentarische Vertretung, während die LRLS leicht zulegte auf rund 9 %.

## Luxemburg
In Luxemburg wurde 1904 die Liberale Liga gegründet. Diese setzte sich, gegen die dominante katholische Kirche, für eine Säkularisierung des Staats und insbesondere des Schulwesens ein. Dazu bildete sie einen Linksblock mit den Sozialdemokraten, der z. B. das Schulgesetz von 1912 durchsetzte. Der langjährige Premierminister Paul Eyschen (regierte 1888–1915) stand den Liberalen zwar nahe, war aber offiziell kein Mitglied der Liga. Durch die Einführung des allgemeinen Wahlrechts 1919 wurden die von großbürgerlichen Männern dominierten Liberalen geschwächt und waren hinter der katholisch-konservativen Rechtspartei und den Sozialisten nur noch drittstärkste Kraft. Nach einem Konflikt zwischen dem „alten“, klassisch-liberalen, und „jungen“, linksliberalen, Flügel, spaltete sich die Liberale Liga 1925 in die Radikal-Sozialistische Partei, die Liberale Linke und die Radikale Partei. Diese drei vereinigten sich 1934 wieder zur Radikal-Liberalen Partei. Deren prominentester Vertreter war Gaston Diderich, der 1921–40 und 1944–46 Bürgermeister der Stadt Luxemburg war.
Seit 1955 vertritt die Demokratesch Partei den Luxemburger Liberalismus. Sie vertrat in ihrer Geschichte zwischen 12 und 24 Prozent der Wählerschaft und war oftmals als Juniorpartner an Regierungen beteiligt. Von 1974 bis 1979 stellte sie mit Gaston Thorn selbst den Regierungschef, später war Thorn EU-Kommissionspräsident. Seit 2013 kommt mit Xavier Bettel zum zweiten Mal ein Premierminister aus der DP. Er führt eine „Gambia“-Koalition (blau-rot-grün) gemeinsam mit der sozialdemokratischen LSAP und déi Gréng an.

## Niederlande

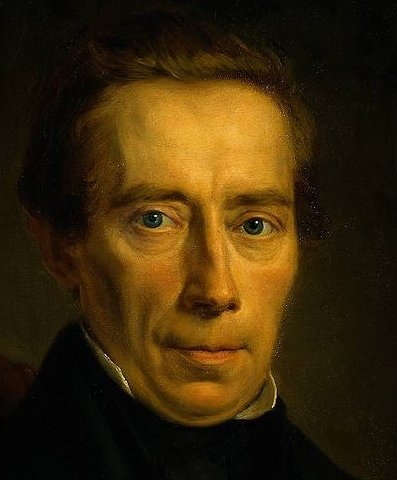
Johan Rudolf Thorbecke, 1852, der Begründer des liberalen Parlamentarismus in den Niederlanden

In den Niederlanden gilt Gijsbert Karel van Hogendorp als der erste richtige Liberale, Johan Rudolf Thorbecke als der wichtigste. Beide haben in besonderer Weise an der Verfassung der Niederlande mitgewirkt.
Erst 1884 bildeten lokalen Wahlvereinigungen in Amsterdam, Rotterdam und Den Haag eine Liberale Unie, die zwar kein Programm hatte, aber anscheinend für das allgemeine Wahlrecht, eine bessere berufliche Bildung und auch Arbeitszeitbegrenzung eintrat. Als 1894 ein liberaler Politiker Pläne für die Ausweitung des allgemeinen Wahlrechts propagierte, verließen einige zurückhaltendere Liberale die Unie, die allerdings erst 1912 eine Vrij-Liberale Partij gründeten. Umgekehrt traten 1899, bei einer erneuten Diskussion des Wahlrechts, linkere Mitglieder aus der Unie aus. Zusammen mit dem Radicale Bond von 1894 bildeten sie den Vrijzinnig Democratische Bond, der sich für das allgemeine Wahlrecht für Männer und Frauen einsetzte.
Die Verwirklichung des allgemeinen Wahlrechts 1918/1922 brachte allerdings einen Rückgang liberaler Abgeordneter mit sich. In jener Zeit gehörten von 100 Abgeordneten insgesamt nur zehn der Unie und fünf dem VDB an. 1922 kamen die rechten Vrije- und die Unie-Liberalen in der Liberale Staatspartij De Vrijheidsbond zusammen. Im Jahre 1937 kam es erst- und letztmals dazu, dass der linksliberale VDB mehr Abgeordnete als die rechtsliberale Unie hatte.
Nach dem Zweiten Weltkrieg war für eine Zeitlang der Doorbraak-Gedanke sehr stark, die Idee, es müsse nun einen Durchbruch, ein Aufbrechen alter politischer Strukturen geben. Tatsächlich aber sind die Parteien letztlich unter neuem Äußeren wiederhergestellt worden. Im Sinne des Doorbraak hatten sich die meisten Mitglieder des VDB der Partij van de Arbeid von 1946 angeschlossen. Sie mussten aber feststellen, dass die PvdA im Wesentlichen eine Fortführung der alten Sozialdemokratie war. So verließ ein Großteil von ihnen, unter Pieter Oud, die PvdA.

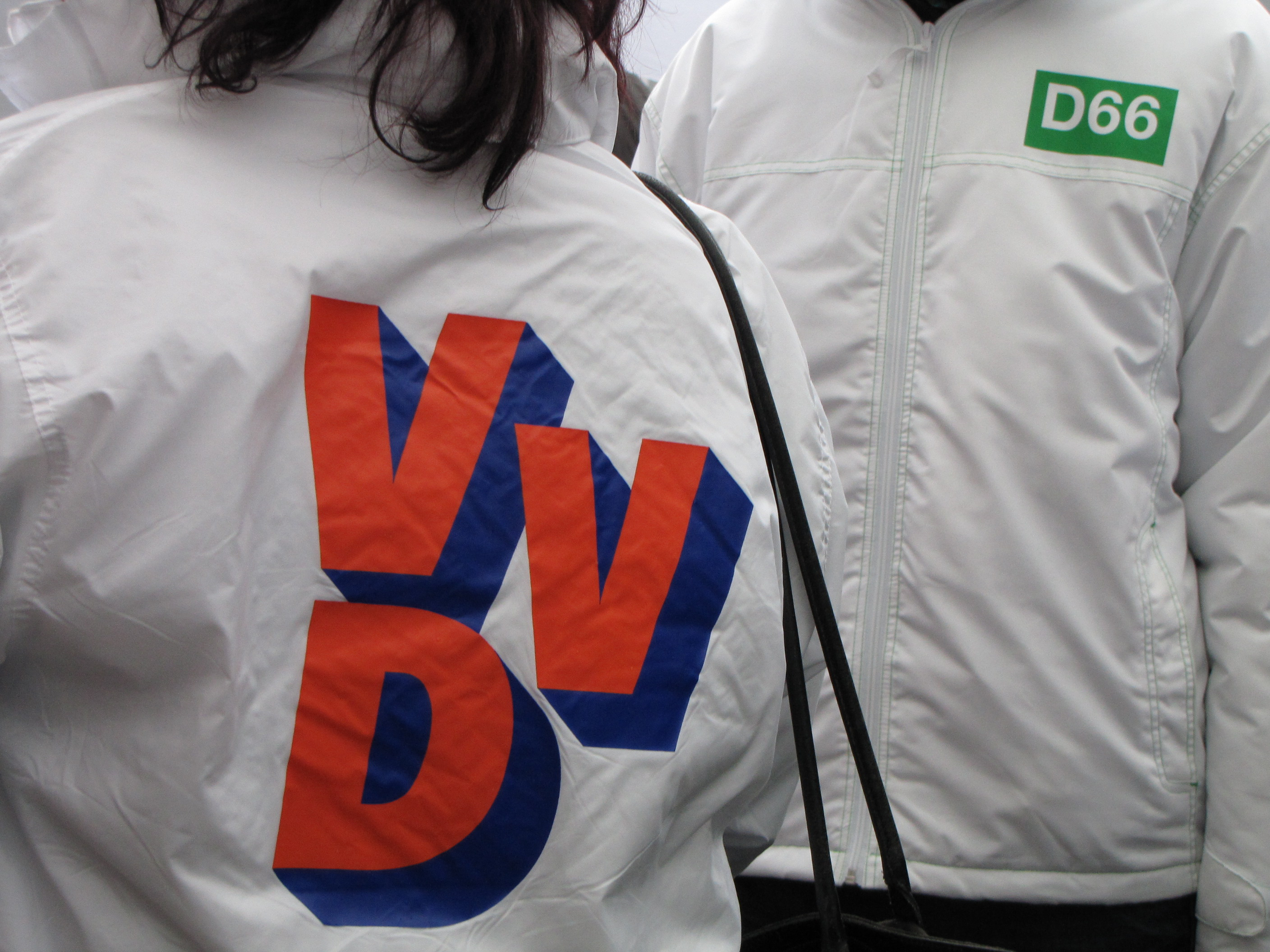
Parteimitglieder von der Volkspartij voor Vrijheid en Democratie und von D66

Neben der Partij van de Arbeid war die Partij van de Vrijheid, die frühere Liberale Staatspartij, erstanden. 1947/1948 vereinigte Oud seine Anhänger mit der PvdV zur Volkspartij voor Vrijheid en Democratie. Diese Partei hat einen eher linkeren, sozialliberalen, und einen rechteren, nationalliberalen Flügel. In der Mitte der 1970er Jahre startete sie ihren Höhenflug von einer um die zehn Prozent angesiedelten Partei zu den 24,7 Prozent im Jahre 1998. Neben den Christdemokraten sind die Liberalen die Partei mit der meisten Regierungserfahrung in den Niederlanden. Nach 2000 verlor die VVD mit Geert Wilders und Rita Verdonk ein Fraktionsmitglied bzw. eine ehemalige Ministerin, die mit eigenen rechtspopulistischen Parteien weitermachen (Partij voor de Vrijheid und Trots op Nederland).
Als graue Eminenz der VVD meldet sich von Zeit zu Zeit Hans Wiegel in den Medien, der im ersten Kabinett Van Agt (1977–1981) Innenminister war. Aus den 1990er-Jahren ist der spätere EU-Kommissar der Niederlande Frits Bolkestein bekannt, er gilt auch als bedeutender Theoretiker des (klassischen) Liberalismus. Mitglied der Partei ist auch die EU-Kommissarin Neelie Kroes. Seit 2006 führt Mark Rutte die Partei, nachdem er bei einer Abstimmung knapp gegen Rita Verdonk gewonnen hatte.
Neben der VVD entstand 1966 die Partei Democraten 66, als Initiative von linkeren VVD-Mitgliedern und zuvor Parteilosen. 1967 gelang ihr bei den Wahlen ein Achtungserfolg, seitdem hatte sie oftmals sehr wechselhafte Wahlergebnisse mit zwischen zwei und fünfzehn Prozent. D66 wollte ursprünglich die Versäulung aufbrechen und an der Schaffung einer progressiven Volkspartei mitwirken. Im Laufe der Zeit etablierte sie sich als Partei der Mitte zwischen Sozialdemokraten und Linksgrünen einerseits und VVD und Christdemokraten andererseits. Sie selbst bezeichnet sich als sozialliberal. Politischer Führer von D66 war von 2006 bis 2018 Alexander Pechtold.

## Vereinigte Staaten
Die Vereinigten Staaten wurden auf klassisch liberalen Prinzipien gegründet. Beide großen Parteien, Republikaner und Demokraten, stehen daher historisch in einer liberalen Tradition. Es entwickelten sich daraus aber zwei Hauptrichtungen: Der individuelle Freiheiten und freie Marktwirtschaft (Laissez-faire) verteidigende classical liberalism und der stärker sozialstaatlich und staatsinterventionistisch geprägte und gesellschaftspolitisch progressive modern liberalism. Vereinfachend werden heute als liberals die Anhänger der letztgenannten Richtung bezeichnet, die im europäischen Sprachgebrauch oft mit „sozialliberal“ oder „linksliberal“ wiedergegeben wird. Sie werden zumeist mit der Demokratischen Partei assoziiert. Aber auch die amerikanischen conservatives, die typischerweise mit der Republikanischen Partei in Verbindung gebracht werden, stehen für Kernpositionen, die dem klassischen Liberalismus und nicht der europäischen Traditionslinie des Konservatismus entstammen: freie Märkte, individuelles Unternehmertum und Schutz von Privateigentum. Obwohl diese beiden Lager aus inneramerikanischer Sicht oft als Gegenpole dargestellt werden, gibt es tatsächlich wesentliche Überlappungen. Die Verfechter eines auf ein absolutes Mindestmaß reduzierten staatlichen Eingreifens sammeln sich seit den 1930er-Jahren gerade in Abgrenzung zu den „liberals“ unter dem Begriff der libertarians.

## Belege
1. ↑  Johannes Leicht, Arnulf Scriba: Deutsche Fortschrittspartei 1861-1884. In: Deutsches Historisches Museum, Berlin. Abgerufen am 13. November 2016.
2. ↑  Gründungsprogramm der Deutschen Fortschrittspartei 1861 (.pdf)
3. ↑  Vgl. etwa die Einschätzung über die Bedeutung des Liberalismus für die Frauenbewegung in Helene Lange, Gertrud Bäumer: Handbuch der Frauenbewegung. Moeser, Berlin, 1901, S. 68.
4. ↑  Alf Mintzel: Besatzungspolitik und Entwicklung der bürgerlichen Parteien in den Westzonen (1945–1949). In: Dietrich Staritz: Das Parteiensystem der Bundesrepublik Deutschland. Leske + Budrich, Opladen 1976, S. 73–89, hier S. 79; Dieter Hein: Zwischen liberaler Milieupartei und nationaler Sammlungsbewegung. Gründung, Entwicklung und Struktur der Freien Demokratischen Partei 1945–1949. Droste Verlag, Düsseldorf 1985, ISBN 3-7700-5127-0.
5. ↑  Thomas Großbölting: SED-Diktatur und Gesellschaft. Bürgertum, Bürgerlichkeit und Entbürgerlichung in Magdeburg und Halle. Mitteldeutscher Verlag, Halle 2001, S. 278.
6. ↑  Günther Heydemann: Die Innenpolitik der DDR. Oldenbourg, München 2003, S. 11–12.
7. ↑  Karl Wilhelm Fricke, Peter Steinbach, Johannes Tuchel (Hrsg.): Opposition und Widerstand in der DDR. Politische Lebensbilder. C.H. Beck, München 2002, Einträge Hermann Becker (Bearbeiter: Jürgen Louis), S. 38–42, auf S. 39; Peter Moeller (Bearbeiterin: Katrin Passens), S. 130–134, auf S. 132.
8. ↑  Ines Soldwisch: „…etwas für das ganze Volk zu leisten und nicht nur den Zielen einer Partei dienen…“. Geschichte der Liberal-Demokratischen Partei (LDP) in Mecklenburg 1946–1952. Lit Verlag, Münster 2007, insbesondere S. 239 ff.
9. ↑  Bernard Bode: LDP(D) und nationale Frage vor 1961 – eine Skizze. In: „Bürgerliche“ Parteien in der SBZ/DDR. Verlag Wissenschaft und Politik, Köln 1994, S. 175–181, auf S. 180.
10. ↑  Ehrhart Neubert: Geschichte der Opposition in der DDR 1949–1989. 2. Auflage, Ch. Links, Berlin 1998, S. 46.
11. ↑  Jürgen Dittberner: Die FDP. Geschichte, Personen, Organisation, Perspektiven. VS Verlag, Wiesbaden 2005, S. 79.
12. ↑  Deniz Anan: Parteiprogramme im Wandel. Ein Vergleich von FDP und Grünen zwischen 1971 und 2013. Springer VS, Wiesbaden 2017, S. 47–48.
13. ↑  Franz Walter: Vor einer Renaissance des Sozialliberalismus? In: Neue Gesellschaft/Frankfurter Hefte, Nr. 10/2008, S. 39–41, auf S. 41.
14. 1 2 3  Simon T. Franzmann: The Failed Struggle for Office Instead of Votes. The Greens, Die Linke and the FDP. In: Gabriele D’Ottavio, Thomas Saalfeld: Germany After the 2013 Elections. Ashgate, Farnham (Surrey)/Burlington (VT) 2015, S. 155–179, auf S. 166–167.
15. ↑  Felix Neumann: Plattformneutralität. Zur Programmatik der Piratenpartei. In: Oskar Niedermayer: Die Piratenpartei. Springer VS, Wiesbaden 2013, S. 175–188, auf S. 184.
16. ↑  Matthias Jung, Yvonne Schroth, Andrea Wolf: Wählerverhalten und Wahlergebnis. Angela Merkels Sieg in der Mitte. In: Karl-Rudolf Korte: Die Bundestagswahl 2013. Springer VS, Wiesbaden 2015, S. 40.
17. ↑  Volker Weiß: Die autoritäre Revolte. Die Neue Rechte und der Untergang des Abendlandes. Klett-Cotta, Stuttgart 2017. Abschnitt Eine deutsche Tea Party?
18. ↑  parlament.ch (Memento vom 16. Oktober 2007 im Internet Archive)
19. ↑  https://www.ned.univie.ac.at/node/12700@1@2Vorlage:Toter+Link/www.ned.univie.ac.at+(Seite+nicht+mehr+abrufbar,+festgestellt+im+April+2018.+Suche+in+Webarchiven) Datei:Pictogram+voting+info.svg Info:+Der+Link+wurde+automatisch+als+defekt+markiert.+Bitte+prüfe+den+Link+gemäß+Anleitung+und+entferne+dann+diesen+Hinweis.
20. ↑  Klaus Kottmann: Die Freimaurer und die katholische Kirche. Frankfurt 2009, Peter Lang GmbH, ISBN 978-3-631-58484-2. S. 66 ff.
21. ↑  Sarah L. de Lange, Tjitske Akkerman: Populist parties in Belgium. A case of hegemonic liberal democracy? In: Cas Mudde, Cristóbal Rovira Kaltwasser: Populism in Europe and the Americas. Threat Or Corrective for Democracy? Cambridge University Press, 2012, S. 27–45, auf S. 27–30.
22. ↑  Teun Pauwels: Belgium – Decline of National Populism? (Memento des Originals vom 17. November 2017 im Internet Archive)  Info: Der Archivlink wurde automatisch eingesetzt und noch nicht geprüft. Bitte prüfe Original- und Archivlink gemäß Anleitung und entferne dann diesen Hinweis. In: Exposing the Demagogues. Right-wing and National Populist Parties in Europe. Centre for European Studies, Brüssel 2013, S. 85.
23. ↑  Günther Haensch, Hans J. Tümmers: Frankreich. Politik, Gesellschaft, Wirtschaft. 3. Auflage, C.H. Beck, München 1998, S. 39.
24. ↑  Klaus von Beyme: Politische Theorien im Zeitalter der Ideologien, 1789-1945. Westdeutscher Verlag, Wiesbaden 2002, S. 982.
25. ↑  Stefan Grüner: Zwischen Einheitssehnsucht und pluralistischer Massendemokratie. Zum Parteien- und Demokratieverständnis im deutschen und französischen Liberalismus der Zwischenkriegszeit. In: Demokratie in Deutschland und Frankreich 1918-1933/40. Oldenbourg, München 2002, S. 219–249, auf S. 224.
26. ↑  Roland Höhne: Das Parteiensystem Frankreichs. In: Die Parteiensysteme Westeuropas. VS Verlag, Wiesbaden 2006, S. 161–187, auf S. 161.
27. ↑  Christine Pütz: Parteienwandel in Frankreich. Präsidentschaftswahlen und Parteien zwischen Tradition und Anpassung. VS Verlag, Wiesbaden 2004, S. 109.
28. ↑  Pütz: Parteienwandel in Frankreich. 2004, S. 108.
29. ↑  Höhne: Das Parteiensystem Frankreichs. 2006, S. 179.
30. ↑  Höhne: Das Parteiensystem Frankreichs. 2006, S. 182.
31. ↑  Andrew Vincent: Modern Political Ideologies. 3. Auflage, Wiley-Blackwell, Chichester (West Sussex) u. a. 2010, S. 54.
32. ↑  Steve Bastow, James Martin: Third Way Discourse. European Ideologies in the Twentieth Century. Edinburgh University Press, Edinburgh 2003. Kapitel Italian Liberal Socialism: Anti-fascism and the Third Way, S. 72–92.
33. ↑  Stefan Köppl: Das politische System Italiens. Eine Einführung. VS Verlag, Wiesbaden 2007, S. 73.
34. ↑  Luciano Bardi, Richard S. Katz, Peter Mair: Towards a European Politics. In: Parties and Party Systems. Structure and Context. UBC Press, Vancouver 2015, S. 127–147, auf S. 136.
35. ↑  Giovanni Orsina: Berlusconism and Italy. A Historical Interpretation. Palgrave Macmillan, 2014, S. 82 ff.
36. ↑  Paolo Segatti: Italy’s majoritarian experiment. Continuities and discontinuities in Italian electoral behaviour between the First and Second Republic. In: Hideko Magara, Stefano Sacchi: The Politics of Structural Reforms. Social and Industrial Policy Change in Italy and Japan. Edward Elgar, Cheltenham/Northampton (MA) 2013, S. 103–125, auf S. 113.
37. ↑  Jan van Putten: Politieke stromingen, 4. Auflage, Het Spectrum: Utrecht 1995 (1985), S. 55.
38. ↑  Jan van Putten: Politieke stromingen, 4. Auflage, Het Spectrum: Utrecht 1995 (1985), S. 62 f.
39. ↑  Jan van Putten: Politieke stromingen, 4. Auflage, Het Spectrum: Utrecht 1995 (1985), S. 63/64.
40. ↑  Jan van Putten: Politieke stromingen, 4. Auflage, Het Spectrum: Utrecht 1995 (1985), S. 64.
41. ↑  Joseph Romance: The Enlightenment and Classical Liberalism. In: A History of the U.S. Political System. Ideas, Interests, and Institutions. ABC-CLIO, Santa Barbara CA 2010, S. 3–13.
42. 1 2  Christopher A. Simon: Public Policy. Preferences and Outcomes. 2. Auflage, Longman, New York 2010, S. 306.
43. ↑  Dagmar Eberle, Rainer-Olaf Schultze, Roland Sturm: Mission Accomplished? A Comparative Exploration of Conservatism in the United States and Canada. In: Conservative Parties and Right-Wing Politics in North America. Leske + Budrich, Opladen 2003, S. 11–30, auf S. 15.
44. ↑  David Jones, Jodyn Platt, Daniel B. Rubin, Peter D. Jacobson: Individual and Societal Responsibility for Health. In: Debates on U.S. Health Care. Sage, Los Angeles u. a. 2012, S. 50.
45. ↑  Thomas M. Magstadt: Understanding Politics. Ideas, Institutions, and Issues. 8. Auflage, Wadsworth, Belmont CA 2009, S. 33.